# Arte precolombino

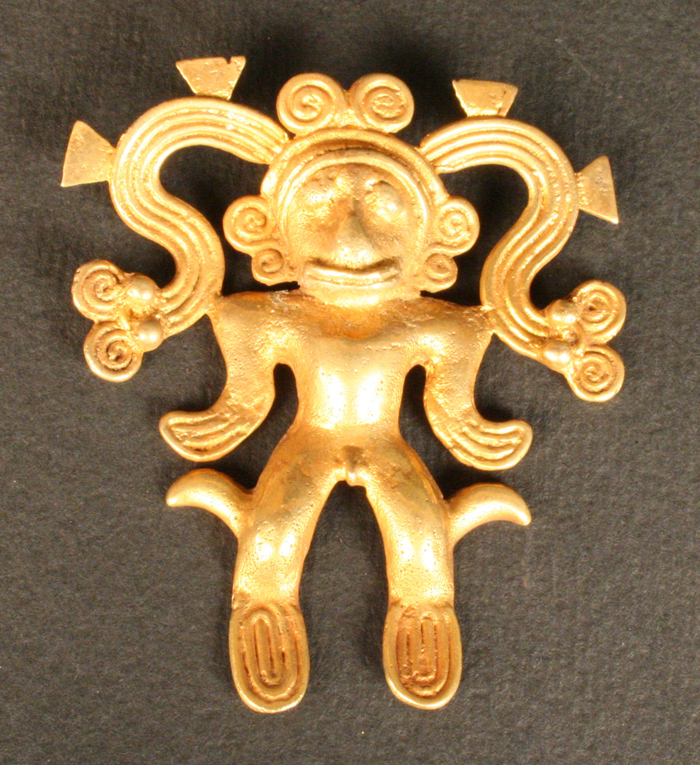
Pendiente antropomorfo. Museo Chileno de Arte Precolombino

El arte precolombino o arte prehispánico incluye a todas las obras artísticas e intelectuales, tales como escultura, arquitectura, arte rupestre, cerámica, textil, metalista y pintura realizadas por los oriundos del continente americano durante el período previo.

## Arte precolombino

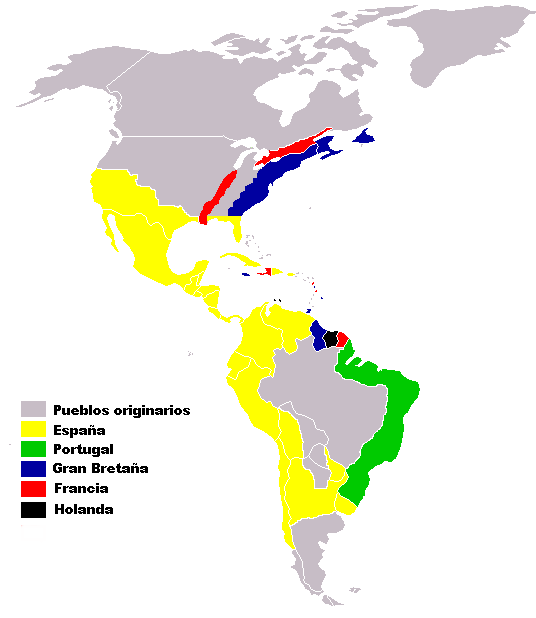
América durante los siglos y : en amarillo y verde, la zona iberoamericana, en gris, los territorios ajenos a la conquista.

Si bien, a grandes rasgos, los vocablos «prehispánico» y «precolombino» se definen como todo aquello que estaba en América antes de la llegada de los españoles en 1492, en realidad, se refiere a un espacio de tiempo durante el cual se desarrollaron distintas culturas que dejaron huella permanente en el arte y que son en la actualidad objeto de estudio científico.
A la llegada de los españoles no todos los pueblos americanos se encontraban en el mismo estadio cultural, los había que poseían los atributos de la civilización y otros que se encontraban en una etapa evolutiva anterior. Por eso los antropólogos y arqueólogos han delimitado dos áreas. Así, la llamada América nuclear, es la ocupada por los pueblos civilizados y comprende, grosso modo, México, parte de América Central y la cordillera de los Andes y sus aledaños desde Colombia hasta Chile.
La denominación de «periodo clásico», comenzó con el desarrollo de la cultura maya hacia el 292 y terminó con su aparente decadencia hacia el 900, ha sido acuñada por quienes consideran que dicho periodo marca el máximo vértice del esplendor del arte prehispánico. Dicha idea está en la actualidad en debate por quienes señalan que el arte precolombino anterior y posterior a dicho periodo no es inferior al realizado durante el periodo clásico.
Las culturas precolombinas durante el periodo formativo se desarrollaron preferentemente aisladas unas de otras, pero durante el periodo clásico comenzaron una dinámica de interacción e influencia recíproca, incluso entre las dos principales áreas de civilizaciones: Mesoamérica y los Andes

## Marco geográfico
El marco geográfico está condicionado a la fundación de los virreinatos españoles en el continente, ya que el término «precolombino» designa una señalización desde el punto de vista hispanoamericano. En consecuencia, las demás culturas americanas de territorios no hispanos son denominadas de otra manera.
Entre estos territorios de las culturas precolombinas, existen quince en particular que se destacan por la enorme cantidad de rastros y material ubicadas especialmente en dos áreas: Mesoamérica y Los Andes.
En Mesoamérica, que comprende el actual territorio de México y Centroamérica, las civilizaciones son precedidas por los olmecas y la fundación de una de las primeras ciudades americanas: Teotihuacán. Las otras culturas serían la maya, la mixteca, la tolteca y por último la azteca.
En los Andes, que comprenden los territorios de todos los países cruzados por la cordillera desde Venezuela y Colombia en el norte hasta las áreas septentrionales de Chile y Argentina en el sur, destacan los chibchas que serían el punto de encuentro entre Mesoamérica y los Andes, la San Agustín, los colima, sinú, chavín, nazca e inca.

### Mesoamérica

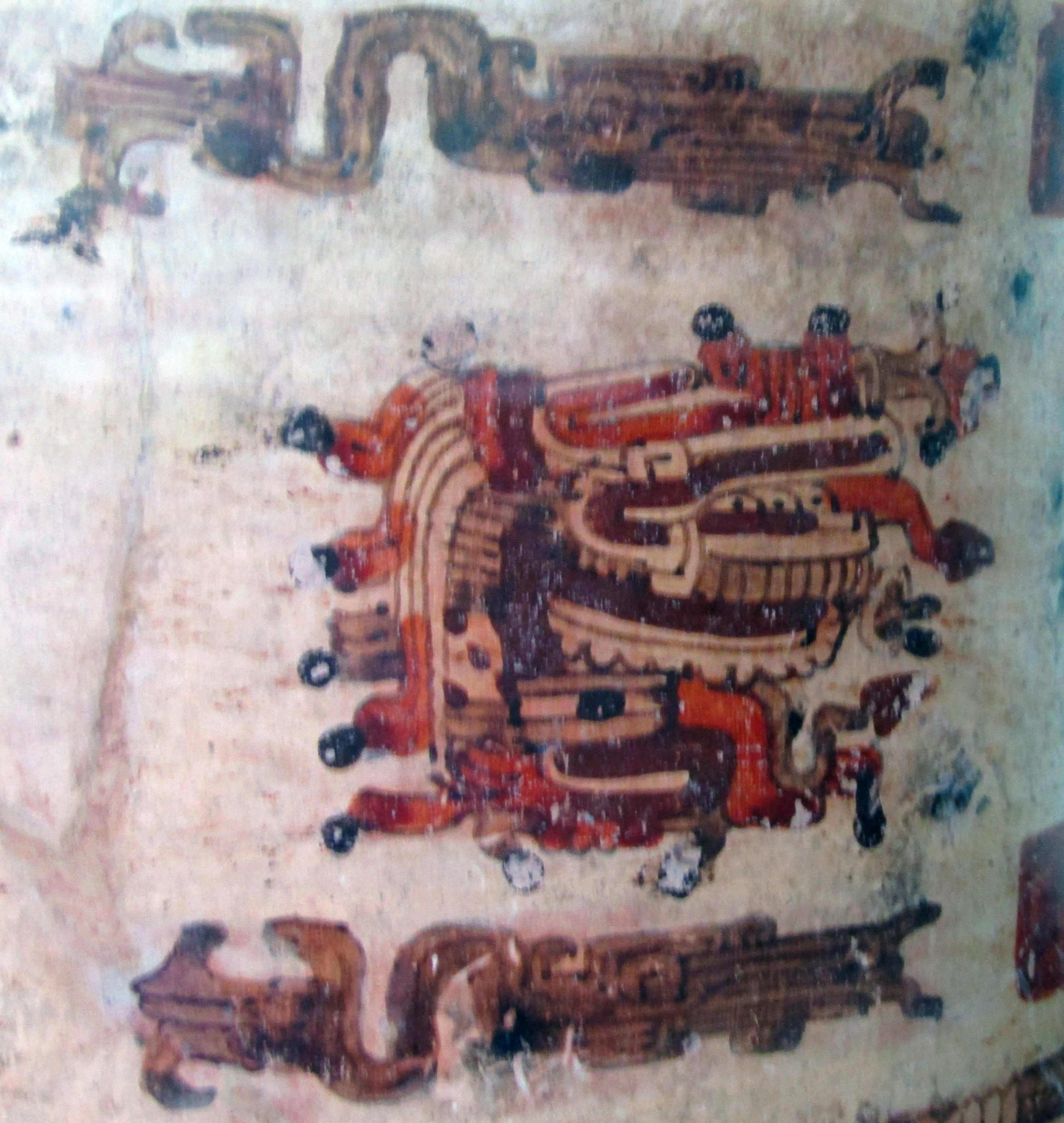
Diseño en una vasija del parque arqueológico de Los Naranjos.

Los arqueólogos, antropólogos e historiadores llaman Mesoamérica a una vasta región cultural, histórica y geográfica, de cerca de un millón de km², limitada al noroeste de México por el río Sinaloa, en la costa del golfo por las cuencas del Lerma y Soto de la Marina y al sur por el río Ulúa en Honduras y Puntarenas en Costa Rica. México es su epicentro, fue donde tuvieron su asiento las culturas de las tres comarcas más importantes desde un punto de vista histórico y artístico: el valle de México en el centro, el valle de Oaxaca al sudeste del anterior y la costa del Golfo hacia levante.
A pesar de las diversas clasificaciones cronológicas, la historia de la región se suele separar, comúnmente, en cinco grandes períodos.
| PERÍODO                | CRONOLOGÍA                        | CULTURAS Y YACIMIENTOS                                     |
| ---------------------- | --------------------------------- | ---------------------------------------------------------- |
| LÍTICO                 | 40 000 / 20 000 a. C. - 6000 a C. | Bandas paleolíticas de cazadores-recolectores.             |
| ARCAICO                | 6000 a. C. - 2500 a. C.           | Valle de Tehuacán (Puebla). Primeras aldeas. La Perra.     |
| FORMATIVO O PRECLÁSICO | 2500 a. C. - 150 d. C.            | Olmecas. Cuiculco. Inicios de Teotihuacán y Monte Albán.   |
| CLÁSICO                | 150 d. C. - siglo X               | Teotihuacán, Monte Albán (zapotecas), el Tajín (totonacas) |
| POSCLÁSICO             | Siglo X-siglo XVI                 | Toltecas, mixtecas, huaxtecos, chichimecas, aztecas.       |

#### Olmecas
Arte olmeca se refiere a las manifestaciones artísticas que se conservan de la cultura olmeca que se desarrolló durante el Preclásico Medio de Mesoamérica (floreció entre 1200 a. C. y 500 a. C.) y es considerada la primera de las grandes civilizaciones de esa región. Aunque los olmecas ocuparon en especial la zona norte del istmo de Tehuantepec —los principales sitios arqueológicos están en San Lorenzo, La Venta y Tres Zapotes, así como en Villahermosa y Tabasco— su influencia se extendió a muchas regiones mesoamericanas y muchos aspectos culturales comunes de esas culturas se iniciaron con ellos, como el culto a las montañas y a los lugares elevados (como la pirámide cónica de La Venta), el culto a la Serpiente Emplumada y al dios jaguar, el juego de pelota o el simbolismo religioso del jade. La cultura olmeca, que inventó la escritura —usando pictogramas e ideogramas—, y el calendario, fue identificada en un principio como un estilo artístico y ese sigue siendo su sello distintivo. Fue una referencia y un legado para todas las culturas posteriores de América Central —toltecas, zapotecas y hasta los aztecas— siendo ejemplo la escritura maya, que tiene sus raíces en el primer sistema glífico desarrollado por los olmecas. 
Su arte se manifiesta a través de un gran dominio técnico de la escultura y de la talla, para muchos no superado por ninguna otra civilización precolombina. La mayor parte del arte olmeca es naturalista, pero también se utiliza una rica iconografía que refleja un significado religioso, con criaturas antropomórficas fantásticas, a menudo altamente estilizadas.  Se puede distinguir un arte monumental o colosal —hecho en arcilla, piedra (principalmente basalto y andesita) y madera— y  un arte menor o mobiliario —a base de jade-jadeíta y otras piedras verdes (serpentina) y de obsidiana—, junto con  algunas pinturas rupestres.
Los monumentos de piedra se pueden agrupar en cuatro clases:
- Cabezas colosales de piedra (hasta 3 m de altura y 10 t de peso[9]),  ejemplo de escultura monumental tallada en basalto procedente de lejanas canteras, que son las obras más representativas del arte olmeca,[10] de las que se han encontrado 17 ejemplares en diversos sitios del área nuclear olmeca. Se caracterizan por su apariencia negroide, de ojos abotargados, labios carnosos y nariz ancha, con un casco encajado, que se cree pueden representar a dioses, a guerreros o a jefes —cabezas de linaje de familia o antepasados— e incluso a jugadores de pelota. (La apariencia negroide ha llevado a conjeturar que eran evidencias de algunos contactos interoceánicos en tiempos antiguos).[11]
- «Altares» rectangulares (probablemente tronos según Ann Cypher)[12][13][14] como el famoso altar 4 de La Venta, con una cavidad en su parte frontal que representa una puerta al inframundo, de donde sale un personaje mitológico que sostiene una cuerda que rodea todo el altar a modo de cenefa.
- Esculturas en bulto redondo, independientes, como «Los gemelos» de El Azuzul, el monumento San Martín Pajapan 1 o el Señor de Las Limas, una obra en serpentina de un joven en posición sedente que sostiene en sus brazos a un niño-jaguar, motivo frecuente en el arte olmeca.
- Estelas,  introducidas más tarde que las cabezas colosales, los altares o las esculturas independientes. En sus inicios eran una simple representación de figuras —como el monumento 19 o la estela 1 de La Venta—, pero más adelante llegaron a representar eventos históricos, en particular actos que legitimarian a los gobernantes. Esa tendencia culminaría en monumentos post-olmecas como la estela 1 de La Mojarra, que combina imágenes de gobernantes con glifos y fechas del calendario de cuenta larga.[15]

Otro tipo de artefactos mucho más pequeños son las tallas de piedra dura en jade de una cara en forma de máscara. El jade era un material particularmente precioso y sería utilizado como una señal de rango por las clases dominantes. Ya en 1500 a. C., los primeros escultores olmecas dominaban la forma humana, como atestiguan las esculturas de madera descubiertas en los zonas pantanosas de El Manatí. Los curadores y estudiosos se refieren a las máscaras faciales de «estilo olmeca» —cabezas humanas lo bastante grandes en comparación con el cuerpo del personaje, una combinación de ojos hundidos, fosas nasales chatas y boca amplia en arco ligeramente asimétrica, con el labio superior grueso (el labio olmeca, que se ha relacionado con la forma de la boca del jaguar) y un mentón pequeño, con  a veces con una hendidura en la cabeza— pero, hasta la fecha, no se ha recuperado ningún ejemplo en un contexto olmeca controlado arqueológicamente. Han sido recuperadas en sitios de otras culturas, incluido una depositada deliberadamente en el recinto ceremonial de Tenochtitlan (Ciudad de México). La máscara presumiblemente tendría unos 2000 años cuando los aztecas la habrían enterrado, lo que sugiere que tales máscaras fueron valoradas y coleccionadas como lo fueron las antigüedades romanas en Europa. Como las artes olmecas estaban fuertemente ligadas a su religión, que destacaba a los jaguares —creían que en el pasado lejano se habría formado una raza de «hombres-jaguar» entre la unión de un jaguar y una mujer— el «estilo olmeca» también combina características faciales de humanos y jaguares.
Destacan también una serie de figurillas de arcilla y piedra, conocidas como miniaturas olmecas, que se encuentran abundantemente en yacimientos arqueológicos a lo largo del periodo formativo, y entre ellas, los llamados rostros de bebé, pequeñas esculturas de cerámica de color blanco, con cara de niño, cabeza grande, ojos almendrados, labios gruesos, ataviadas con un casco, y el cuerpo en forma de pera. También pueden citarse las hachas Kunz (también conocidas como «hachas votivas»), figuras que representarían a los «hombres-jaguar» y que aparentemente fueron utilizadas para rituales. En la mayoría de los casos, la cabeza es la mitad del volumen total de la figura. Todas las hachas Kunz tienen la nariz plana y una boca abierta. El nombre «Kunz» proviene de George Frederick Kunz, un mineralogista estadounidense, que describió una figura en 1890. Otros jades característicos son las llamadas «cucharas olmecas». Las muestras artísticas son muy complejas y aun hay muchos objetos que se están investigando.
En la zona del istmo de Tehuantepec también se desarrolló la cerámica, que en Barra, Locona y Ocós alcanza grandes alturas artísticas.
Las principales piezas olmecas han sido recuperadas de los yacimientos excavados y han sido trasladadas a museos, siendo las mejores colecciones las del Museo de Antropología de Xalapa y del Parque Museo La Venta, con destacados ejemplares también en el Museo Nacional de Antropología de la capital mexicana.
- El Señor de Las Limas (Museo de Antropología de Xalapa)
- Miniatura olmeca de serpentina (Museo de Arte del Condado de Los Ángeles)
- Luchador olmeca (Museo Nacional de Antropología (México))
- Máscara de jadeíta (Museo Nacional de Antropología (México))
- Rostro de bebé (Museo del Jade, Costa Rica)
- Hacha Kunz  de serpentina (British Museum, Londres)

#### Teotihuacán

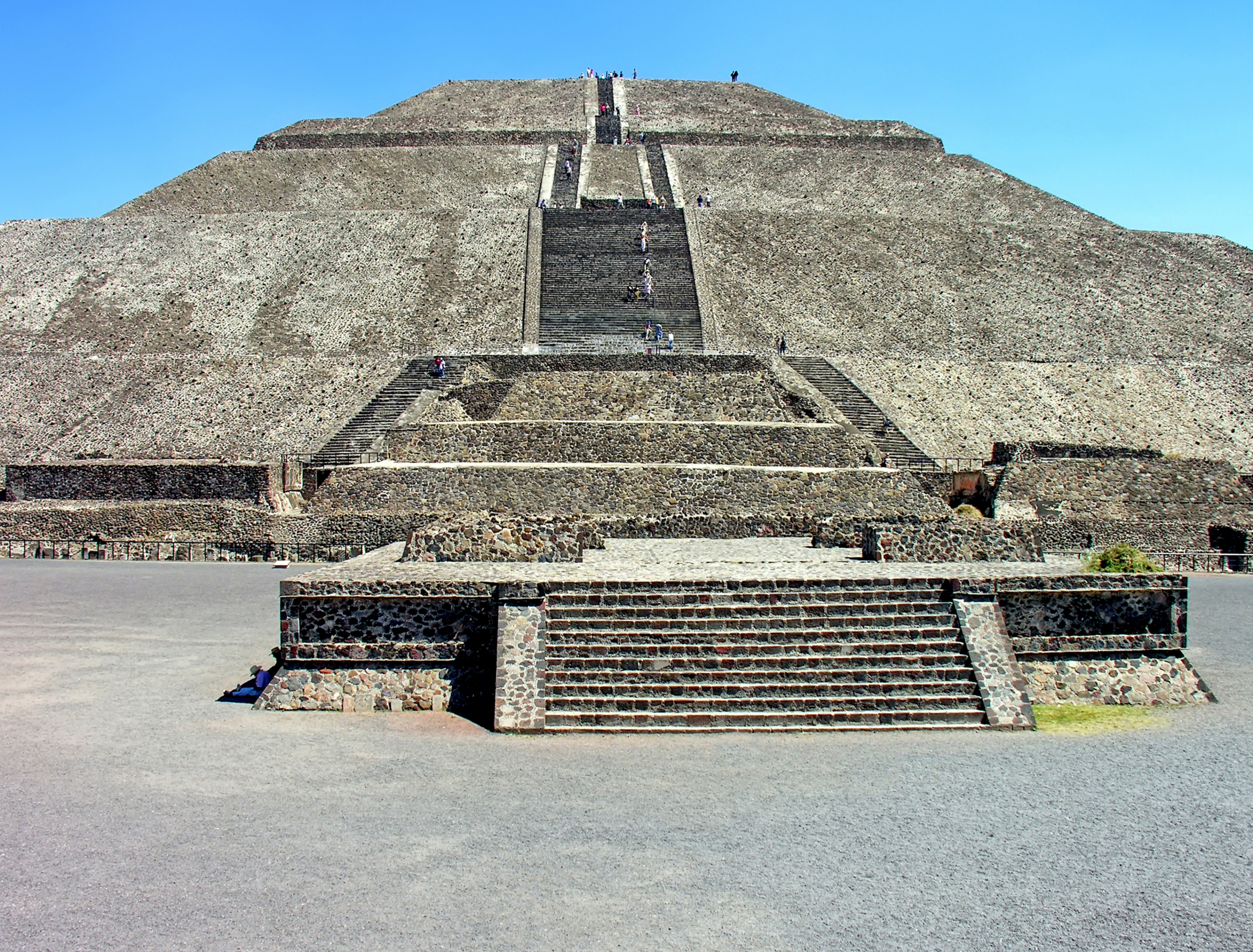
Pirámide del Sol, Teotihuacán.

La cultura de Teotihuacán practica un arte solemne de adoración a los dioses y la naturaleza, cuyo único fin es representar lo sublime y lo terrible de la lucha entre diversos dioses. No aspira a la belleza sino a cumplir una misión religiosa y una visión cósmica de la vida. Los teotihuacanos destacaron principalmente en su trabajo de la piedra, tanto en la parte arquitectónica como en la escultura, utilizada para reforzar las creencias míticas y religiosas de este pueblo.
La principal divinidad representada artísticamente en esta ciudad era Tláloc, dios de la lluvia que dominaba todas las manifestaciones de la naturaleza.
Teotihuacán es una ciudad-templo, sin murallas. La avenida principal, llamada por los aztecas «Calle de los muertos», conecta los múltiples templos, como el de Quetzalcóatl, dios-serpiente, con otros edificios, como la pirámide del Sol y la de la Luna.
Trabajan abundantes máscaras, definidas por rostros anchos y tendencia a la bidimensionalidad y al uso de jade y piedras en estas maravillosas expresiones artísticas.

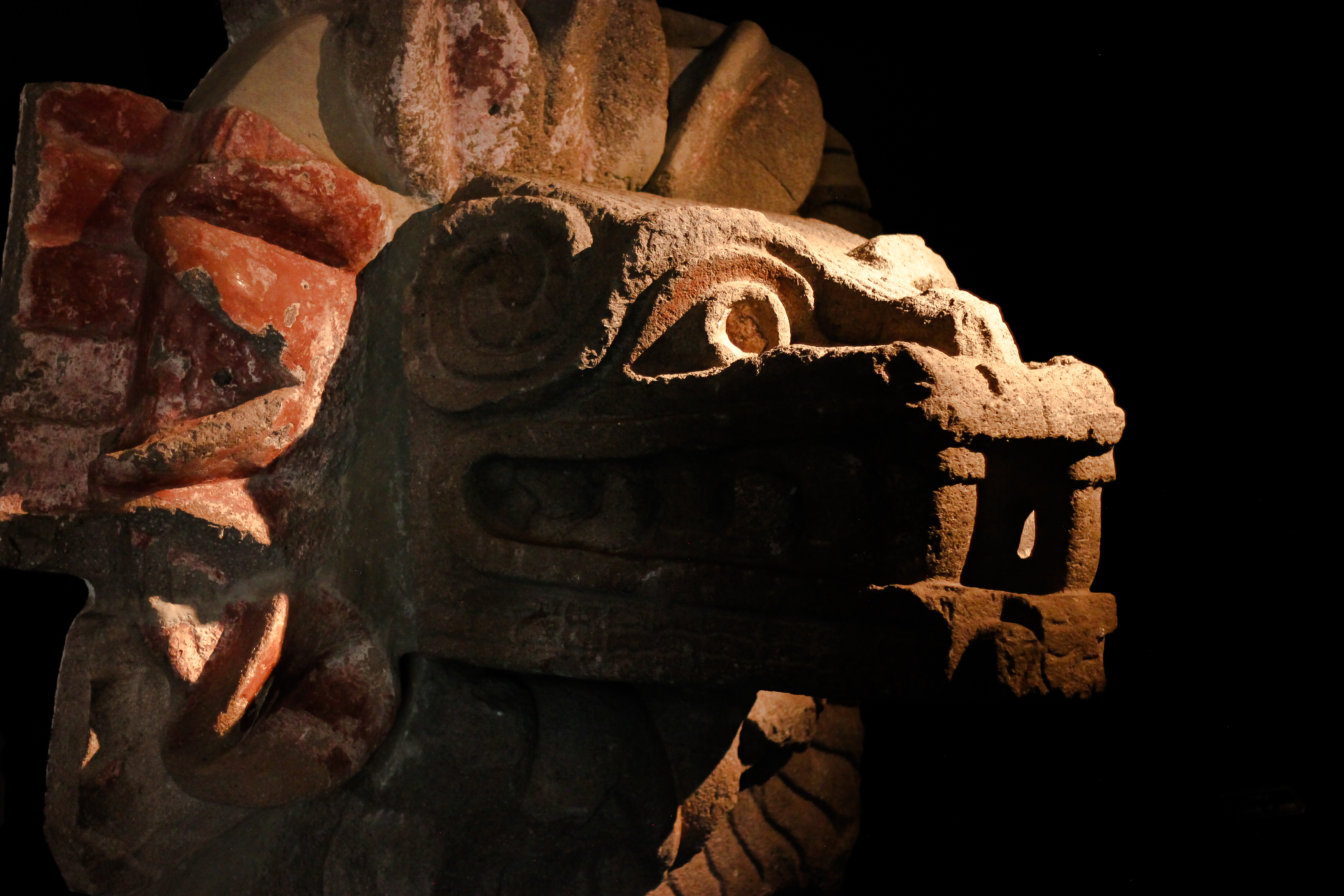
Cabeza de piedra de Quetzalcóatl. Museo de sitio de Teotihuacán.
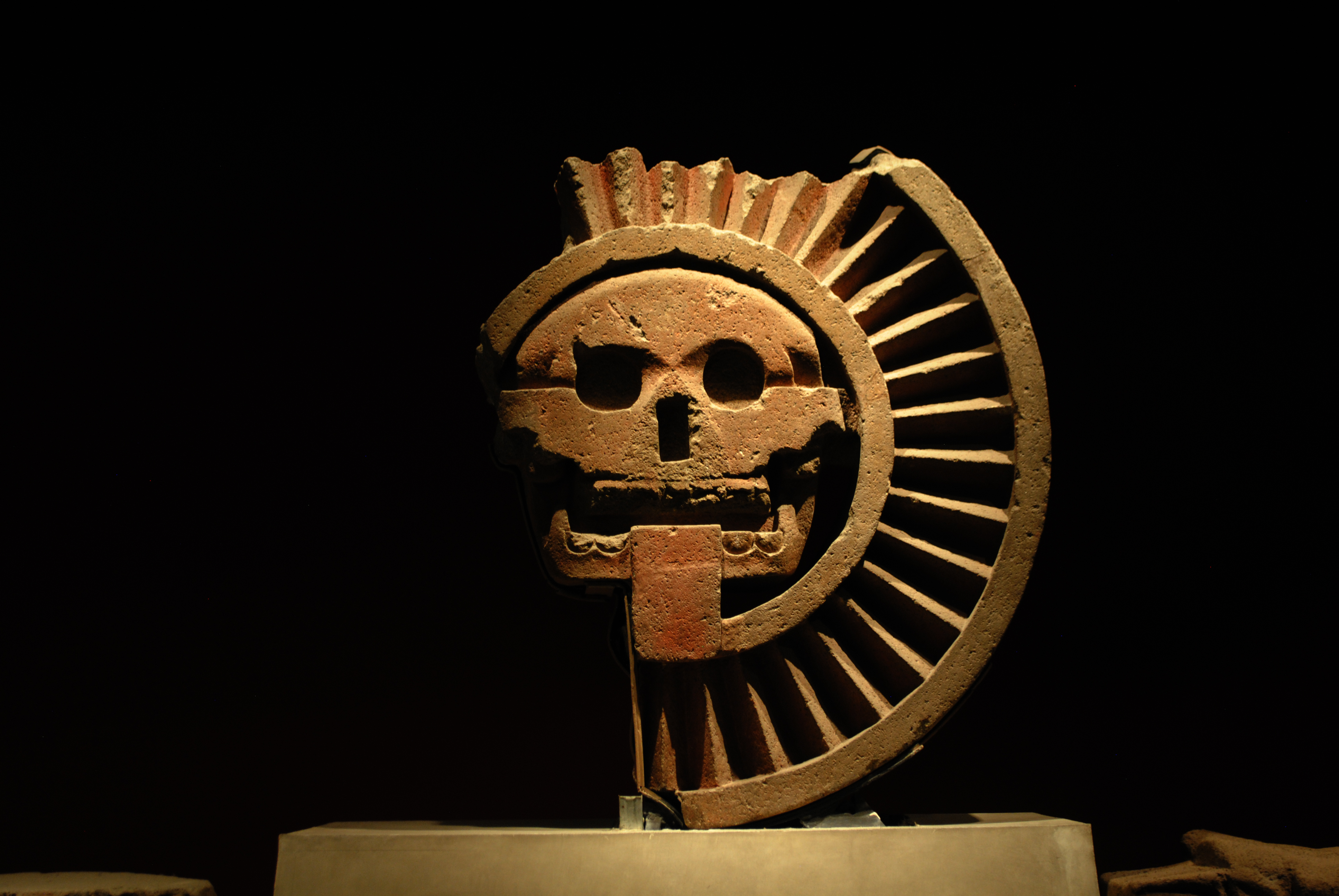
Disco de la muerte. 250-600. Museo Nacional de Antropología, Ciudad de México.
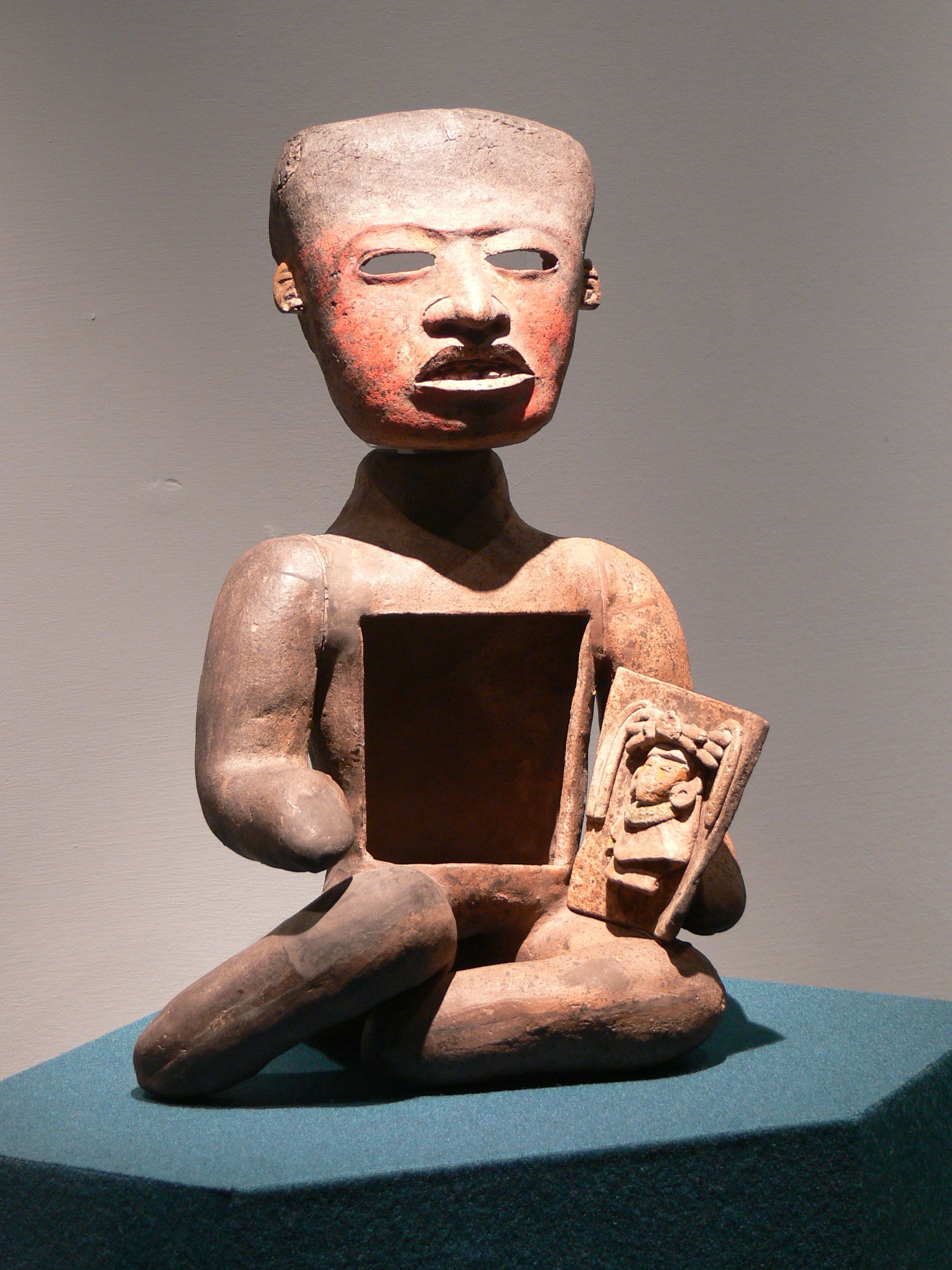
Figurilla sentada de cerámica. Museo de sitio de Teotihuacán.
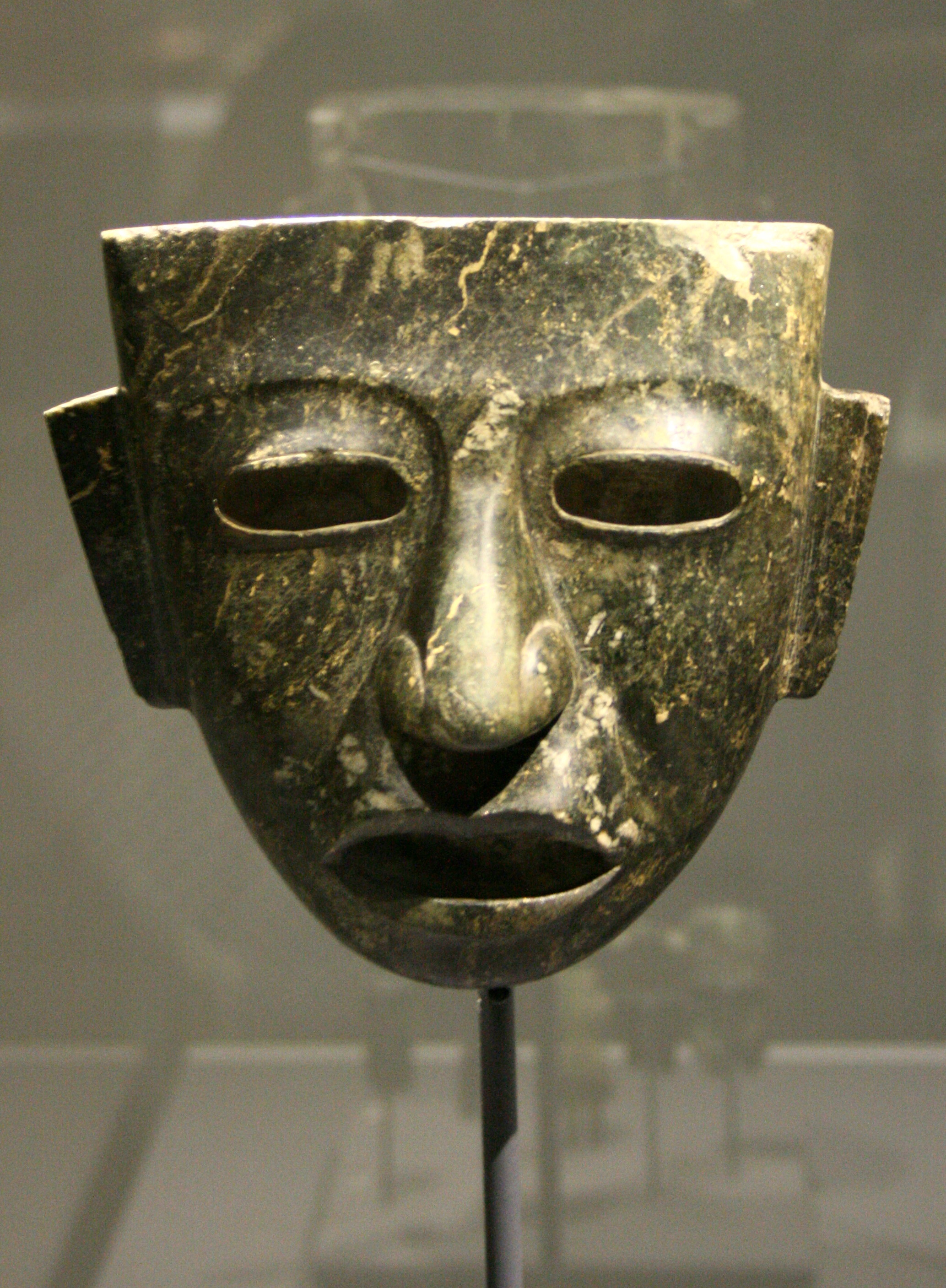
Máscara de piedra. Periodo Clásico. Musées Royaux d'Art et d'Histoire, Bruselas (Bélgica).
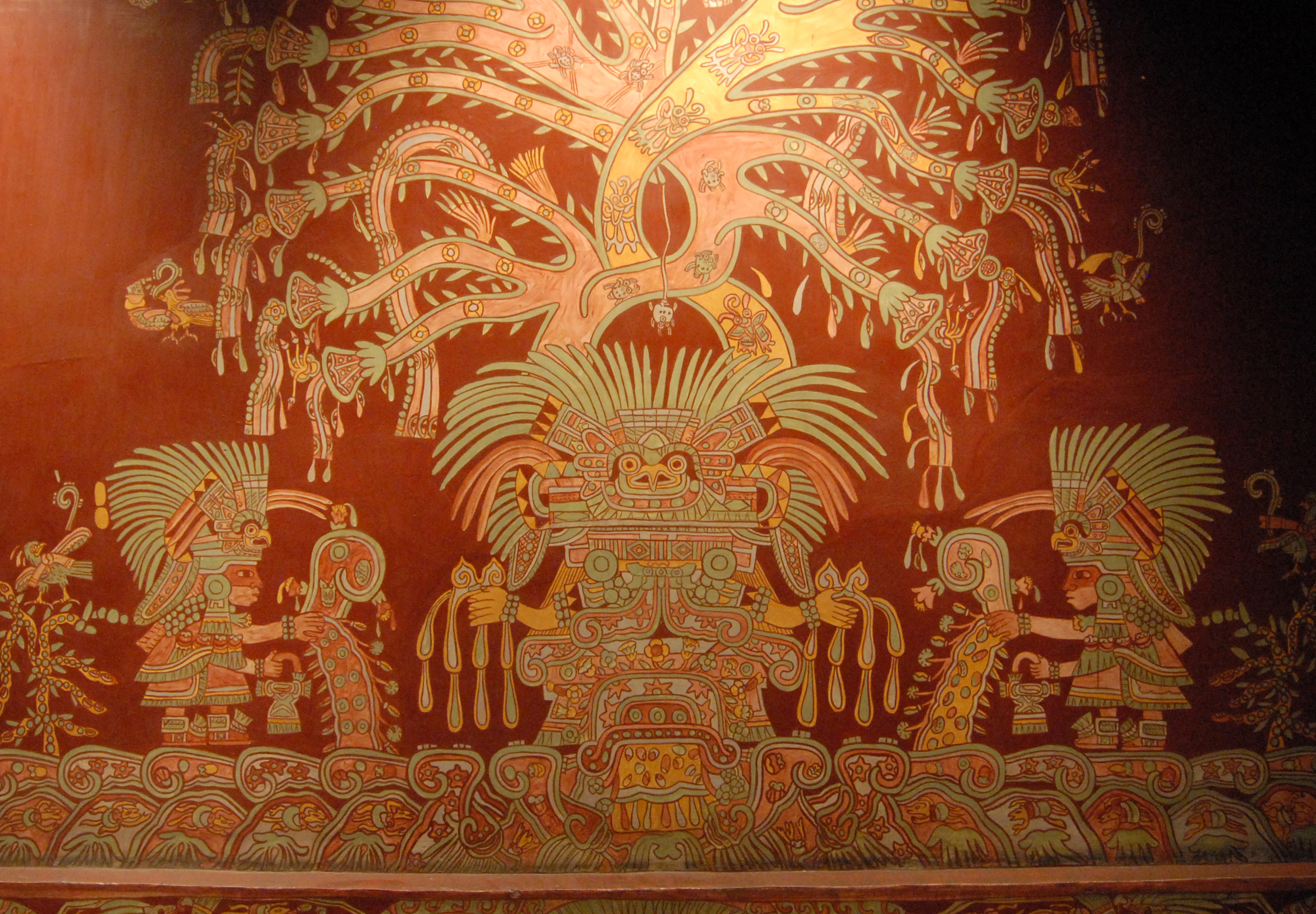
Mural de Tepantlita. Museo Nacional de Antropología, Ciudad de México.

#### Mayas

Templo de Kukulkán, Chichen Itzá.

Los mayas ocuparon el sureste del actual México, principalmente la península de Yucatán, así como gran parte de las actuales Guatemala, Belice, Honduras y El Salvador. Construyeron gran cantidad de ciudades cuyo esplendor se extendió por varios siglos, como Kaminaljuyú, Tikal, Calakmul, Palenque, Copán y Chichen Itzá. El arte maya se centra en la élite maya y el culto a los reyes divinos, y trata una variedad más amplia de temas que cualquier otra tradición de arte en América. Tiene muchos estilos regionales, y es único en la América antigua por contar con texto narrativo.
Los mayas dejaron un amplio legado arquitectónico que incluye palacios, acrópolis, templos, pirámides y observatorios astronómicos. La arquitectura maya también incorporó la escritura glífica y varias formas de arte, como la escultura en piedra. Las estelas de piedra son comunes en los sitios de las ciudades, a menudo emparejadas con piedras circulares bajas, conocidas como «altares». La escultura de piedra también tomó otras formas, como los paneles en relieve de piedra caliza de Palenque y Piedras Negras, y las escaleras de piedra decoradas con esculturas en sitios como Yaxchilán, Dos Pilas, Copán, entre otros. Las esculturas mayas más grandes eran las fachadas arquitectónicas elaboradas con estuco, que luego de ser modeladas se pintaban con colores vivos y se colocaban en las fachadas de los templos.
Apreciaron el jade verde y otras piedras verdes, asociándolas con el dios del sol K'inich Ajau. Esculpieron artefactos que incluían desde cuentas y teselas finas, hasta cabezas talladas con un peso de 4,42 kg. La nobleza maya practicaba la modificación dental, y algunos señores llevaban incrustaciones de jade en sus dientes. Las máscaras funerarias de mosaico también pudieron ser elaboradas de jade. También trabajaron la madera, el pedernal, el sílex y la obsidiana, destacando los pedernales excéntricos. Además, esculpieron huesos humanos y de animales, así como conchas del género Spondylus. Más tardíamente elaboraron pequeños objetos de oro, plata y cobre, mediante el martillado y el método de la cera perdida.
Los mayas tuvieron una larga tradición de pintura mural, con diseños polícromos pintados sobre paredes revestidos de yeso liso. Aunque la mayoría ya no existe, hay varios murales conservados —pintado en crema, rojo y negro— en las tumbas del periodo Clásico Temprano en El Caracol, Río Azul y Tikal, así como la serie de grandes pinturas del Clásico Tardío en Bonampak.
La cerámica maya fue elaborada con la técnica del urdido a rollos. No era esmaltada, aunque a menudo tenía un acabado fino, producido por bruñido. Se pintaba con un baño de arcilla mezclado con minerales y arcillas coloridas. El corpus de cerámica policromada de estilo Ik, incluyendo placas finamente pintadas y recipientes cilíndricos, se originó en el Clásico Tardío en Motul de San José. Incluye una serie de características, como glifos pintados en un color rosado o rojo pálido y escenas de bailarines con máscaras. Una de las características más distintivas es la representación realista de los temas, tales como aparecieron en la vida real. Los temas de los vasos incluyeron la vida cortesana de la región de Petén, en el siglo viii d. C., tales como reuniones diplomáticas, fiestas, derramamientos rituales de sangre, escenas de guerreros y el sacrificio de los prisioneros de guerra.

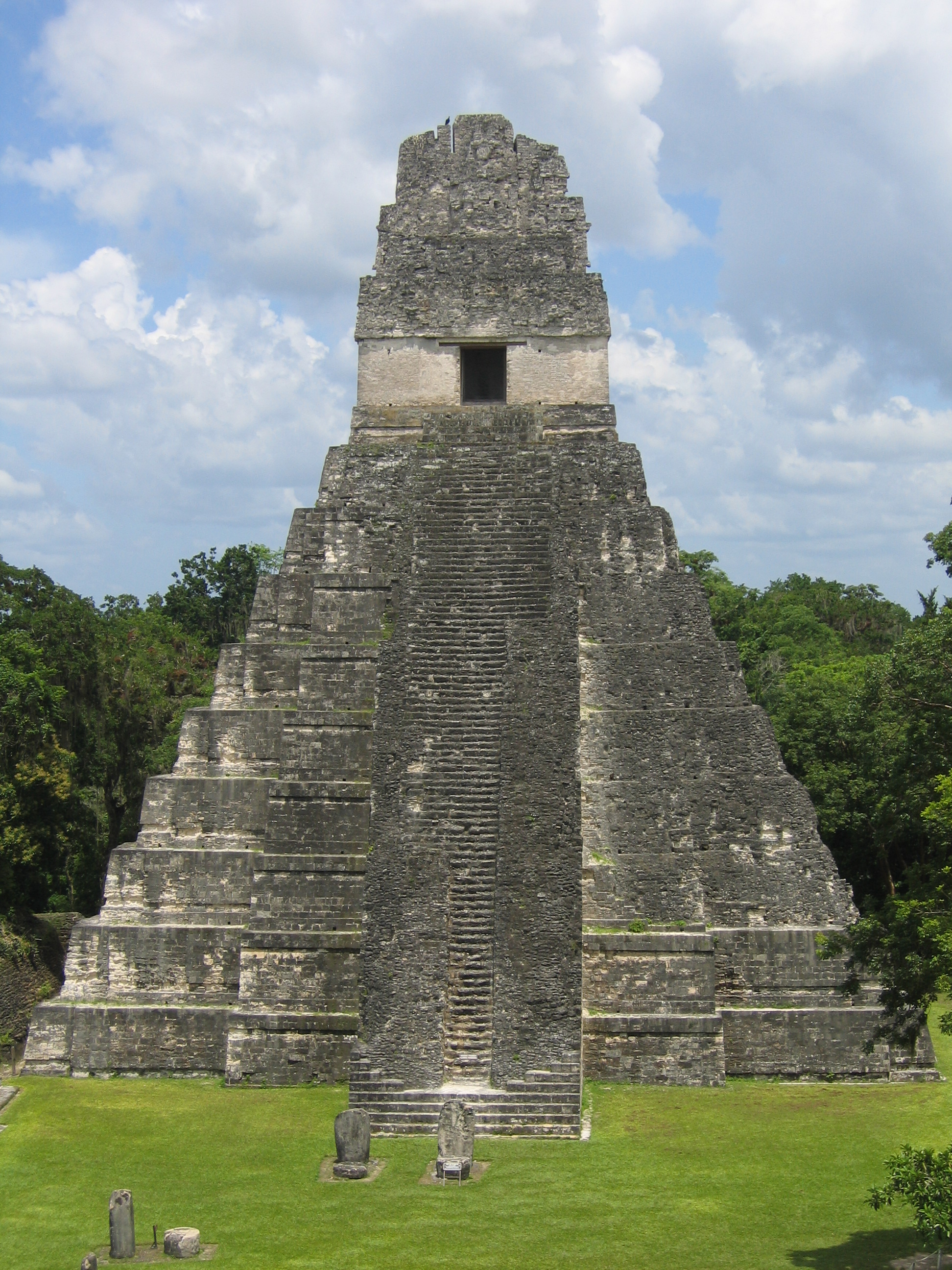
Templo del Gran Jaguar, Tikal, Guatemala.
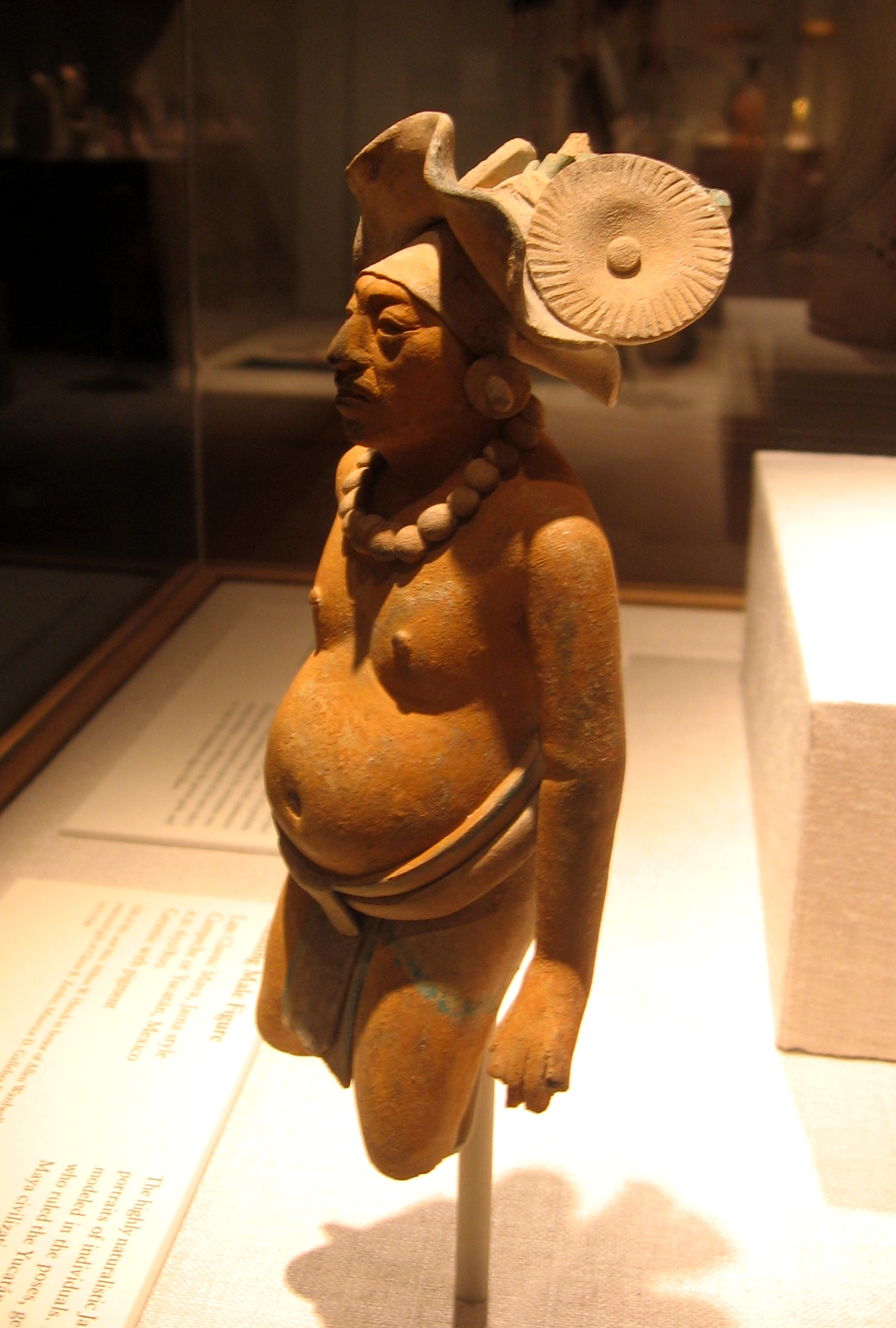
Figurilla de cerámica de la isla de Jaina, 650-800 d. C.
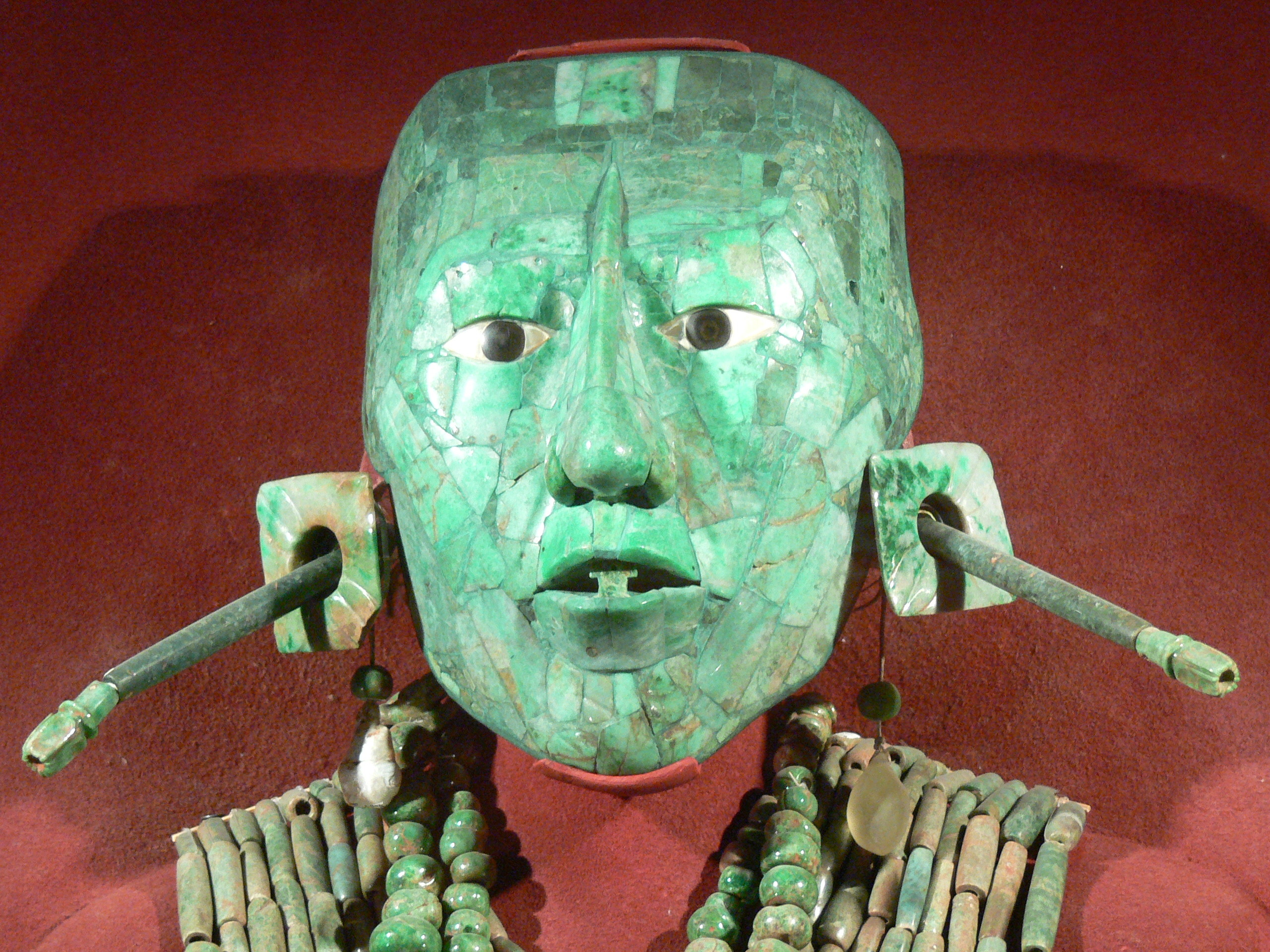
Máscara funeraria de jade de Pakal el Grande.
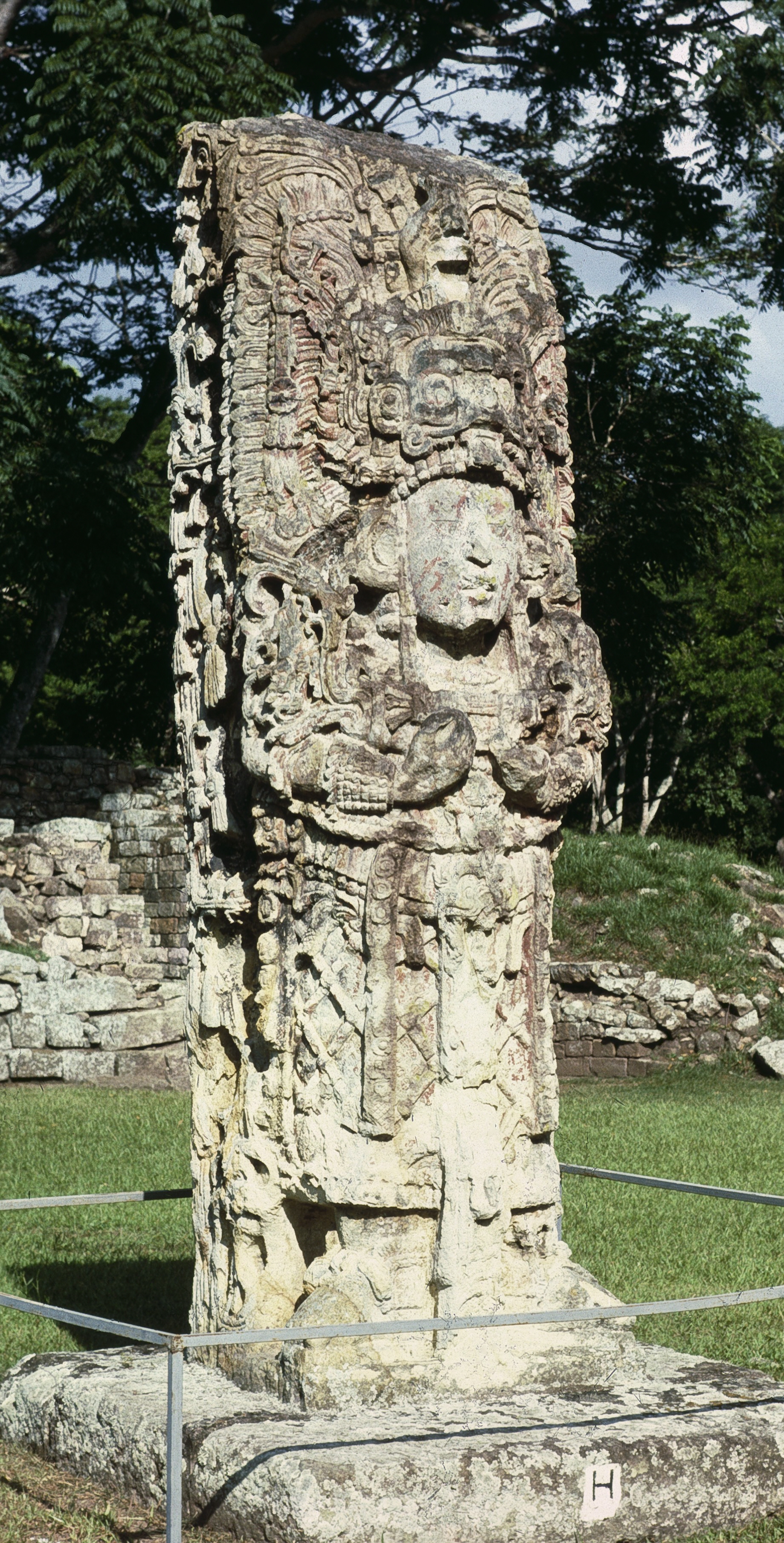
Estela H en Copán, Honduras.
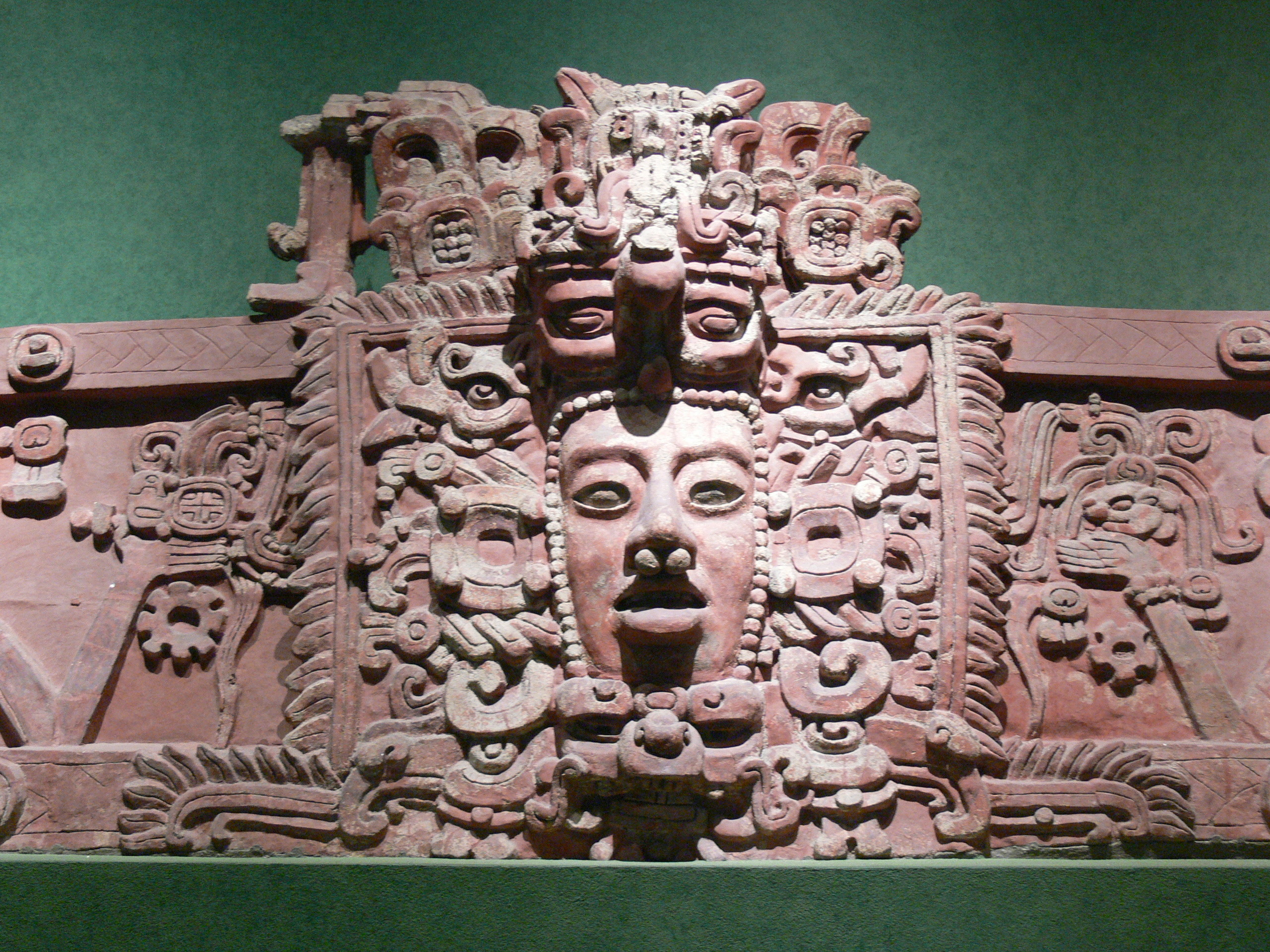
Mascarón maya de estuco proveniente de Calakmul, 250-600 d. C. Periodo Clásico Temprano. Museo Nacional de Antropología (México).
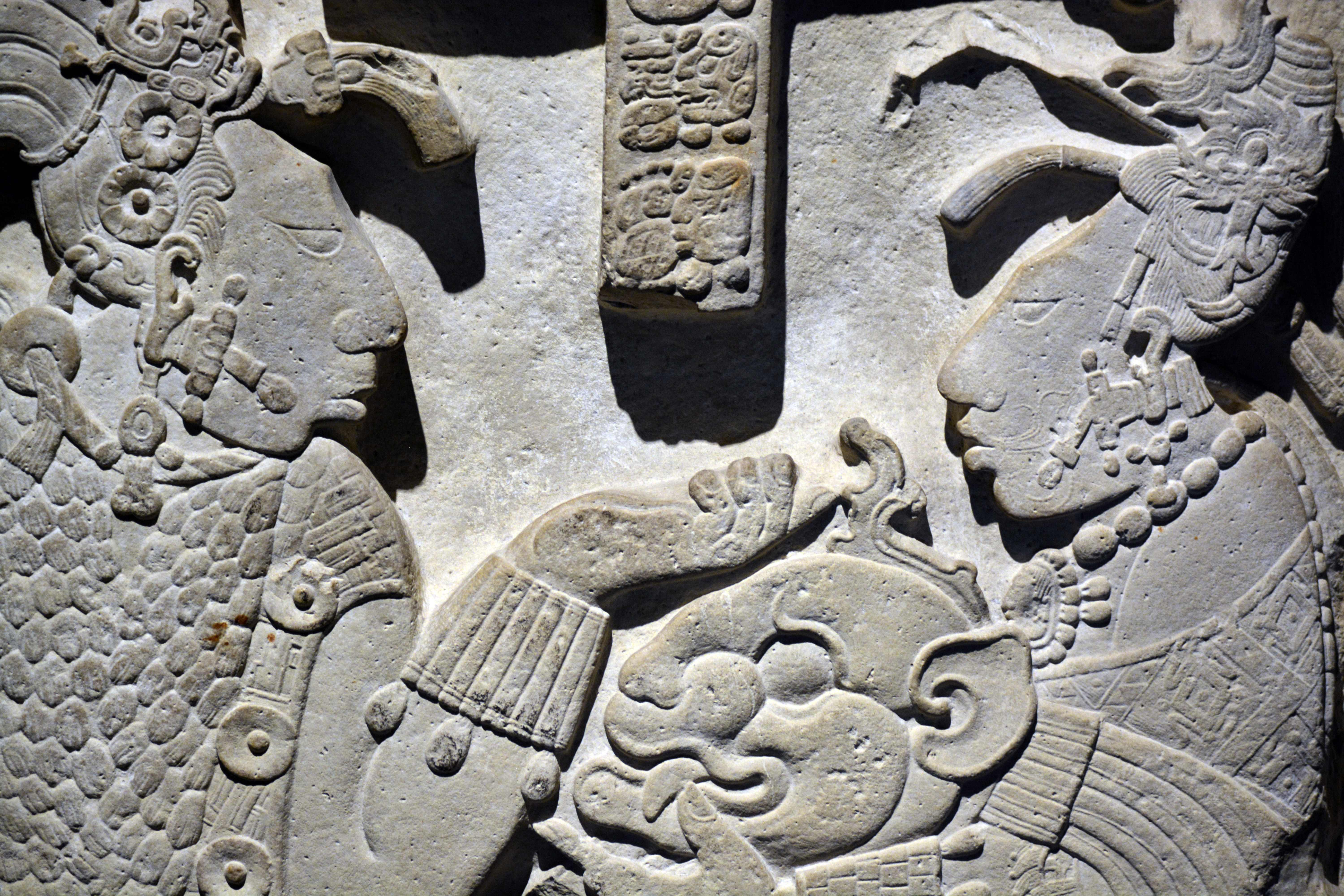
Dintel 26 de Yachilán, Museo Nacional de Antropología (México)
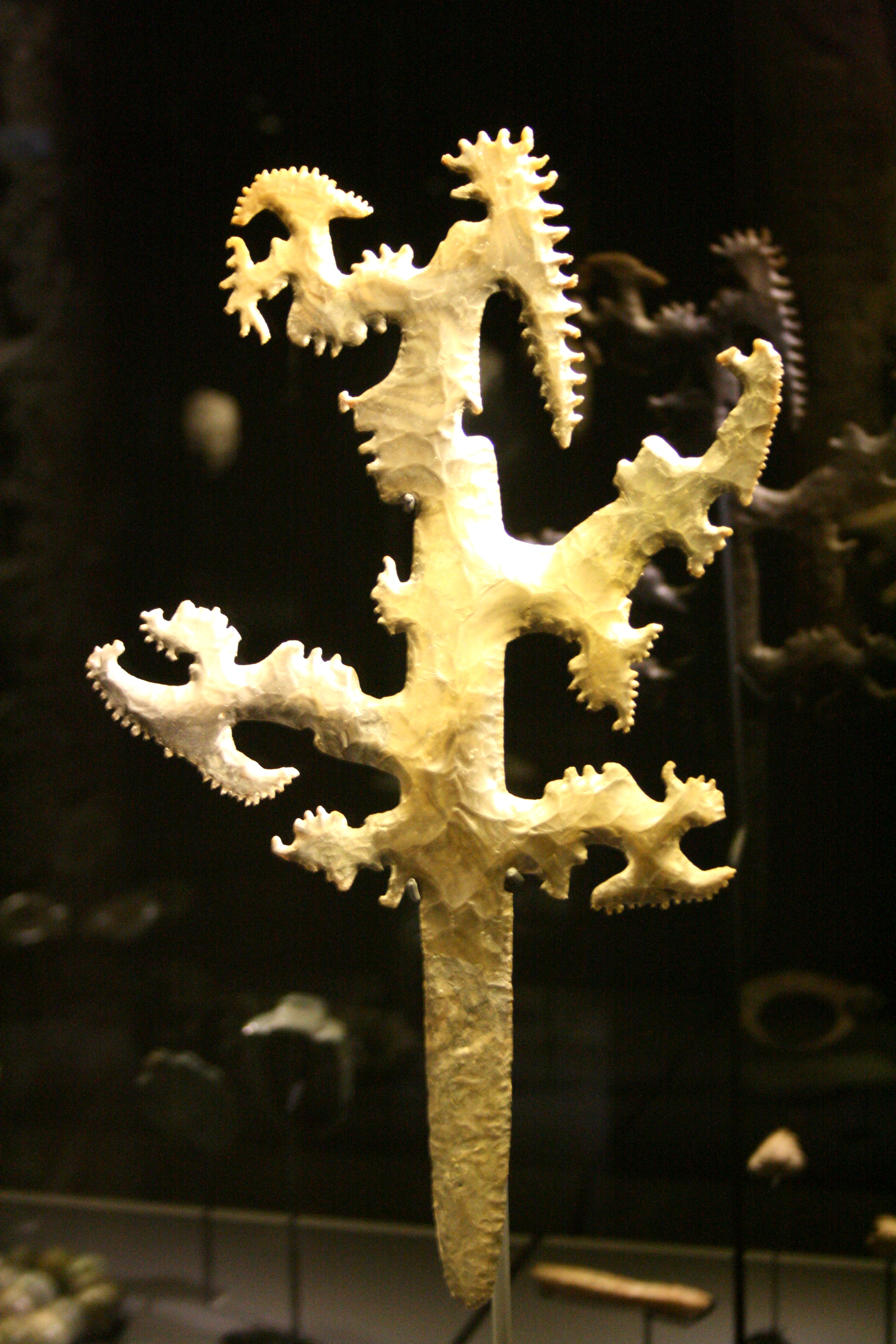
Pedernal excéntrico en el Museo Real de Arte e Historia, Bruselas.
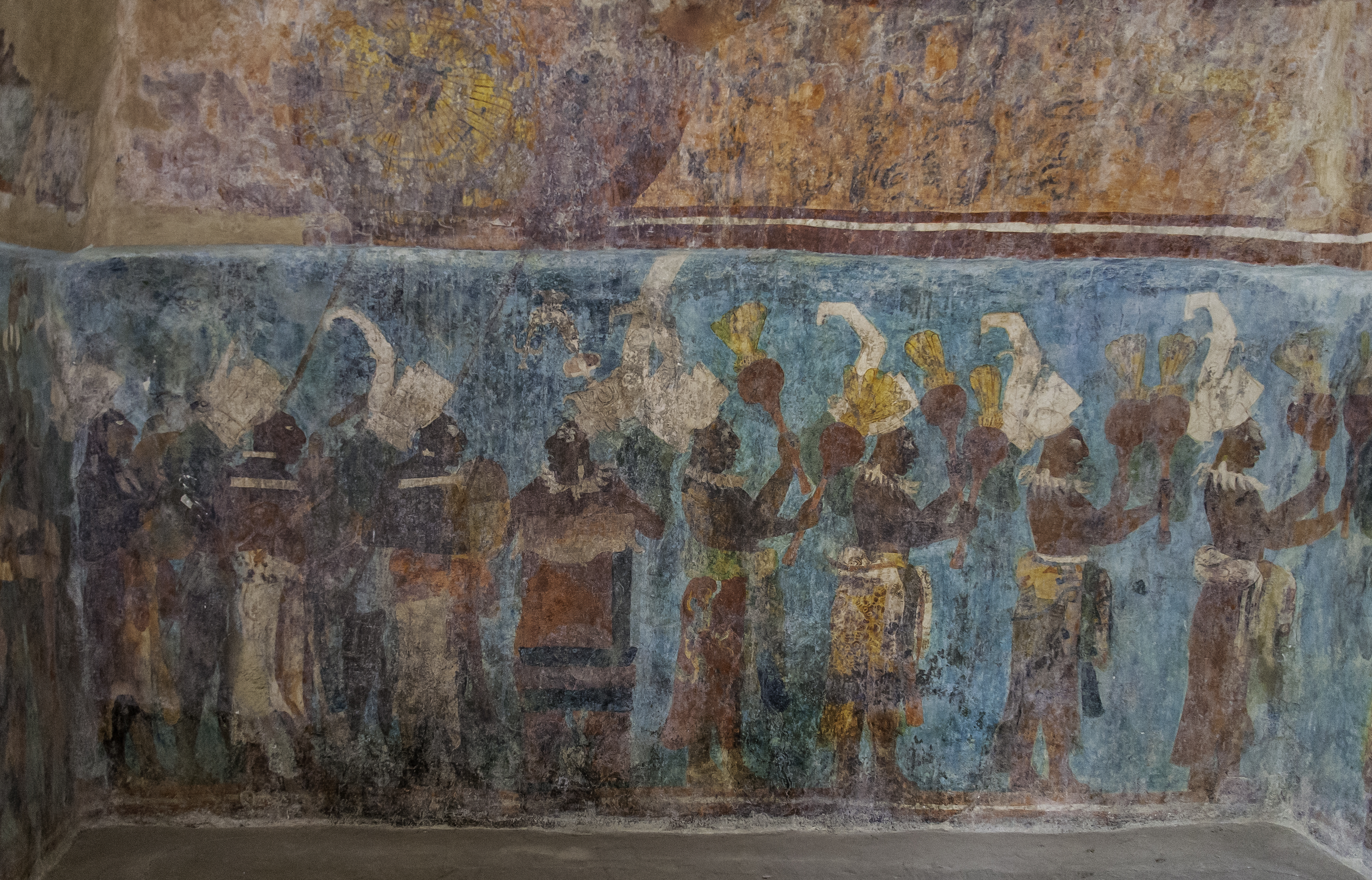
Mural del Clásico Tardío en Bonampak, Chiapas.

#### Mixtecas

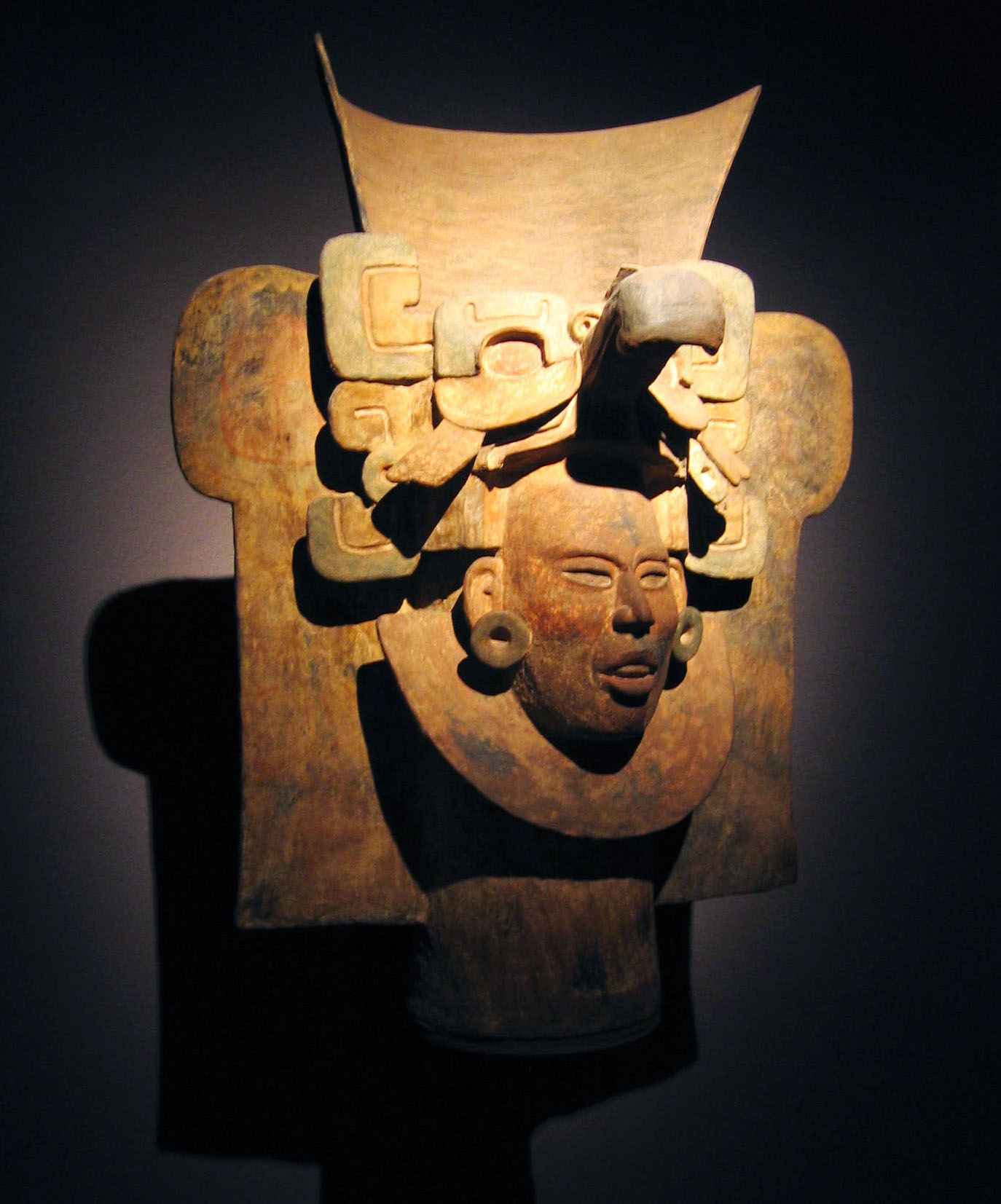
Máscara de Monte Albán.

Los mixtecas ocuparon el valle de Oaxaca hacia el 1300 d. C., desplazando a los zapotecas de Monte Albán y otras ciudades importantes, formando señoríos independientes. Se han encontrado rastros de ocupación de La Mixteca de por lo menos 6000 años de antigüedad. Con la invasión de Monte Albán y el establecimiento de la ciudad de Mitla como su capital, la cultura mixteca alcanzó su periodo de máximo esplendor. Su decadencia comenzó con la expansión de los mexicas hacia 1458, hasta que la conquista española puso fin al imperio mixteco hacia 1521.
Los mixtecos desarrollaron un tipo de escritura pictográfica que combina elementos de Monte Albán y Teotihuacán, y su literatura se encuentra conservada en varios códices como el Nuttal y el Selden. Uno de los principales dioses de los mixtecos fue Huehueteotl, que es frecuentemente representado en urnas de cerámica con influencia zapoteca. No obstante, su dios tutelar fue Dzahui, que comparte atributos con Tláloc. Los mixtecos también fueron consumados orfebres y alfareros, y exportaban artículos de lujo a otras zonas de Mesoamérica, como cerámica policroma, arte plumario y piezas de oro, que combinaron con la turquesa, como en el caso del Escudo de Yanhuitlán. Una de las piezas más conocidas es la máscara de oro del dios Xipe Tótec, patrono del gremio de los orfebres. Otro colgante se compone de cuatro placas unidas unas a otras por argollas y rematadas por cuatro cascabeles alargados; la placa superior muestra una cancha de juego de pelota ritual con dos deidades que representan la eterna dualidad y un cráneo en el centro, la segunda es un disco solar, la tercera simboliza a la Luna y la cuarta a la Tierra.
Las piezas de Monte Albán constituyen la máxima expresión artística, técnica y estética del mundo prehispánico para muchos arqueólogos. La habilidad y la perfección de los mixtecos, que crearon las aproximadamente quinientas joyas encontrados en la llamada Tumba n. º 7, se conjugaron con la sobriedad y la funcionalidad. Un ejemplo de ello son los pectorales, que podían ser usados de manera independiente o unidos para formar un gran collar, como el pectoral que representa a un personaje con una máscara bucal con los dientes descarnados y un yelmo rematado en un penacho muy elaborado; en el pecho exhibe una escritura que se refiere a una corrección del calendario y la cosmología del momento histórico en que fueron realizadas las piezas.

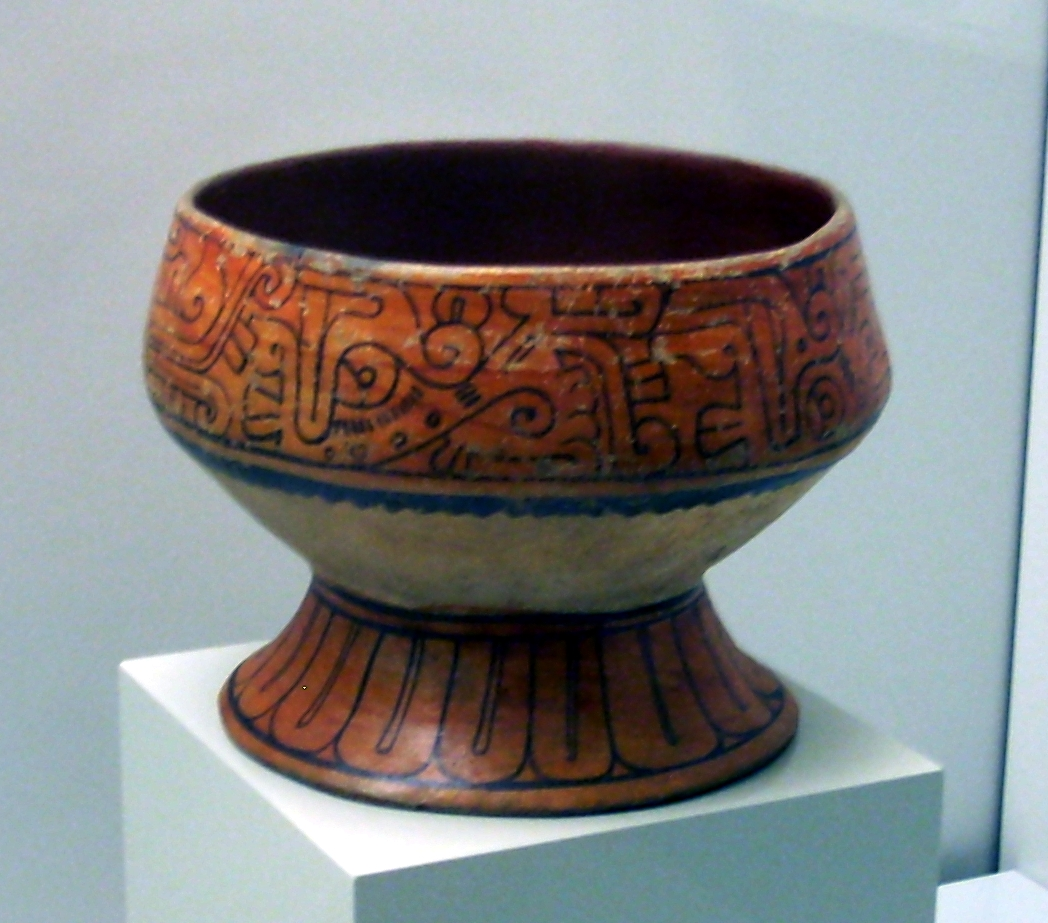
Vasija policroma mixteca con motivos mesoamericanos. Museo de las Américas, Madrid.
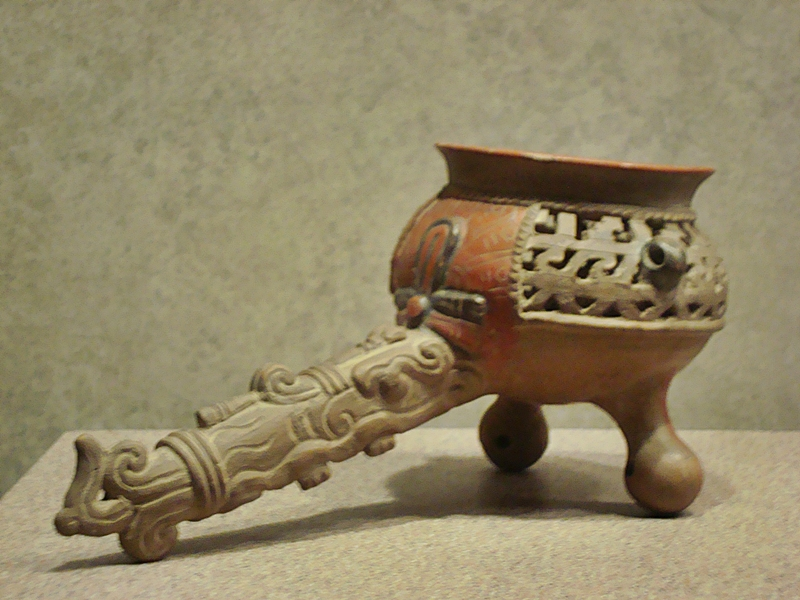
Sahumador mixteco de cerámica, instrumento especial para el encendido del tabaco por los yaha yahui. Museo Nacional de Antropología (México).
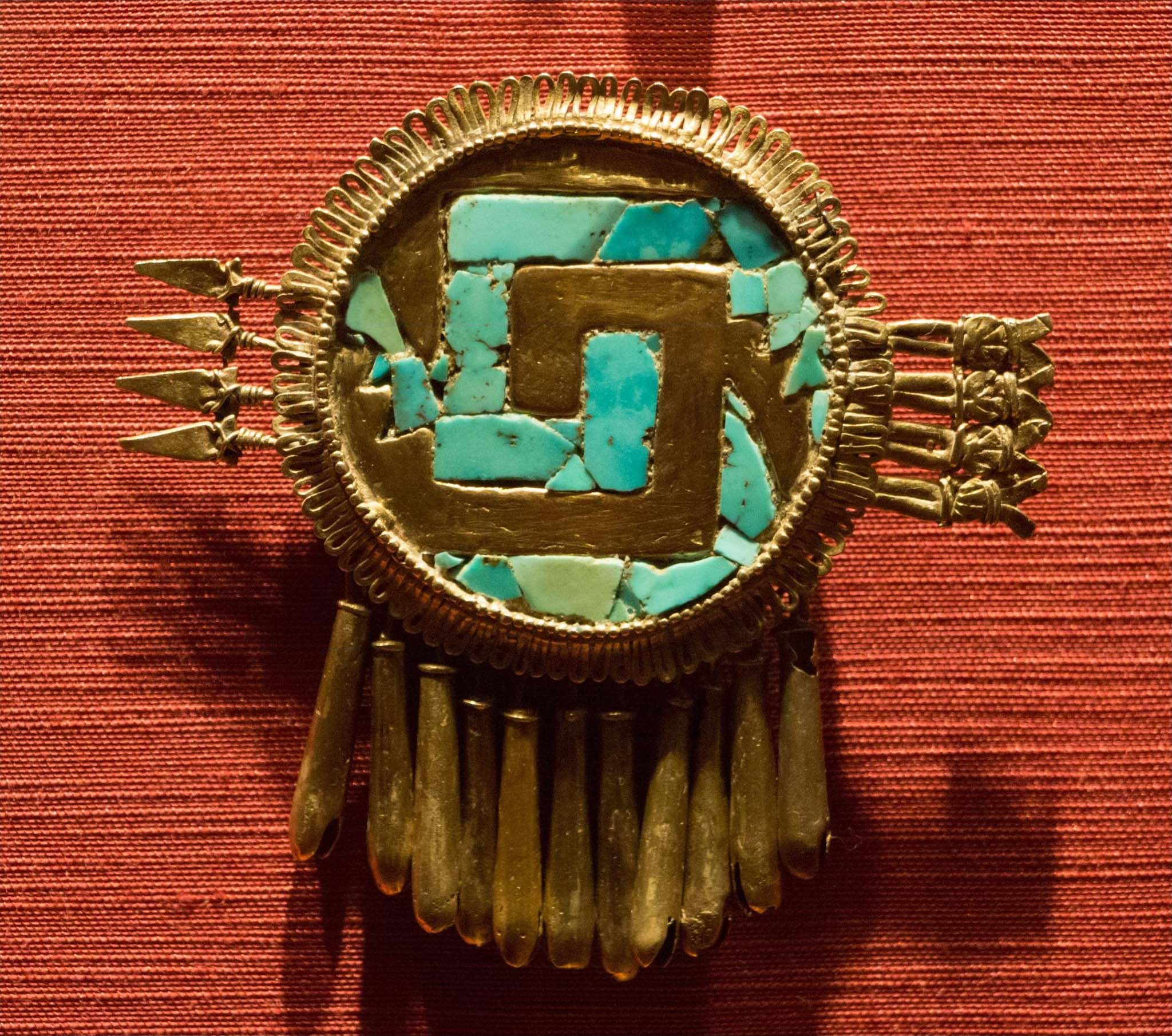
Escudo de Yanhuitlán, célebre pieza de orfebrería mixteca que combina el oro y la turquesa. Museo Nacional de Antropología (México).
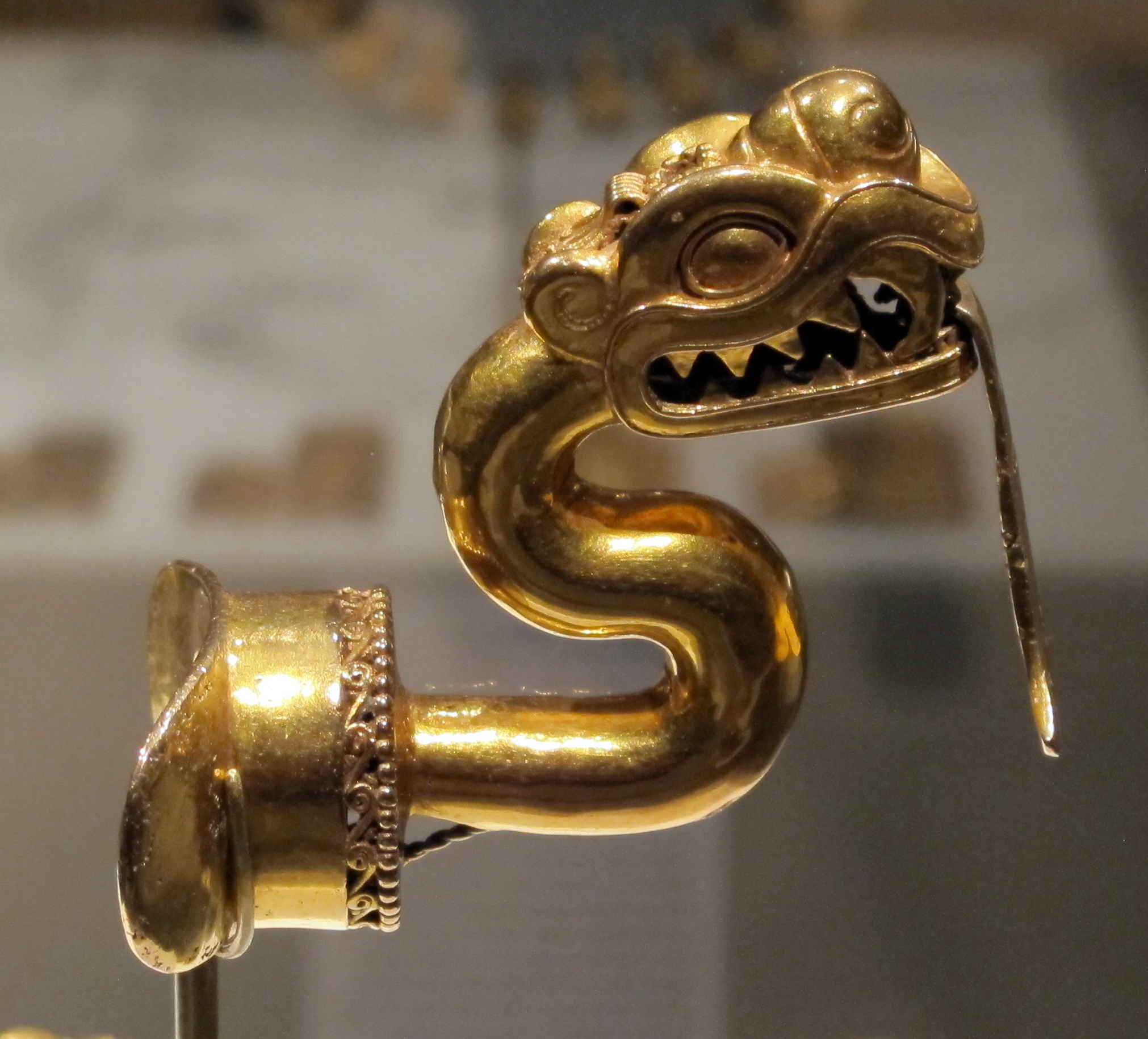
Brazalete labrado de oro en forma de serpiente. Museo de Arte Metropolitano.
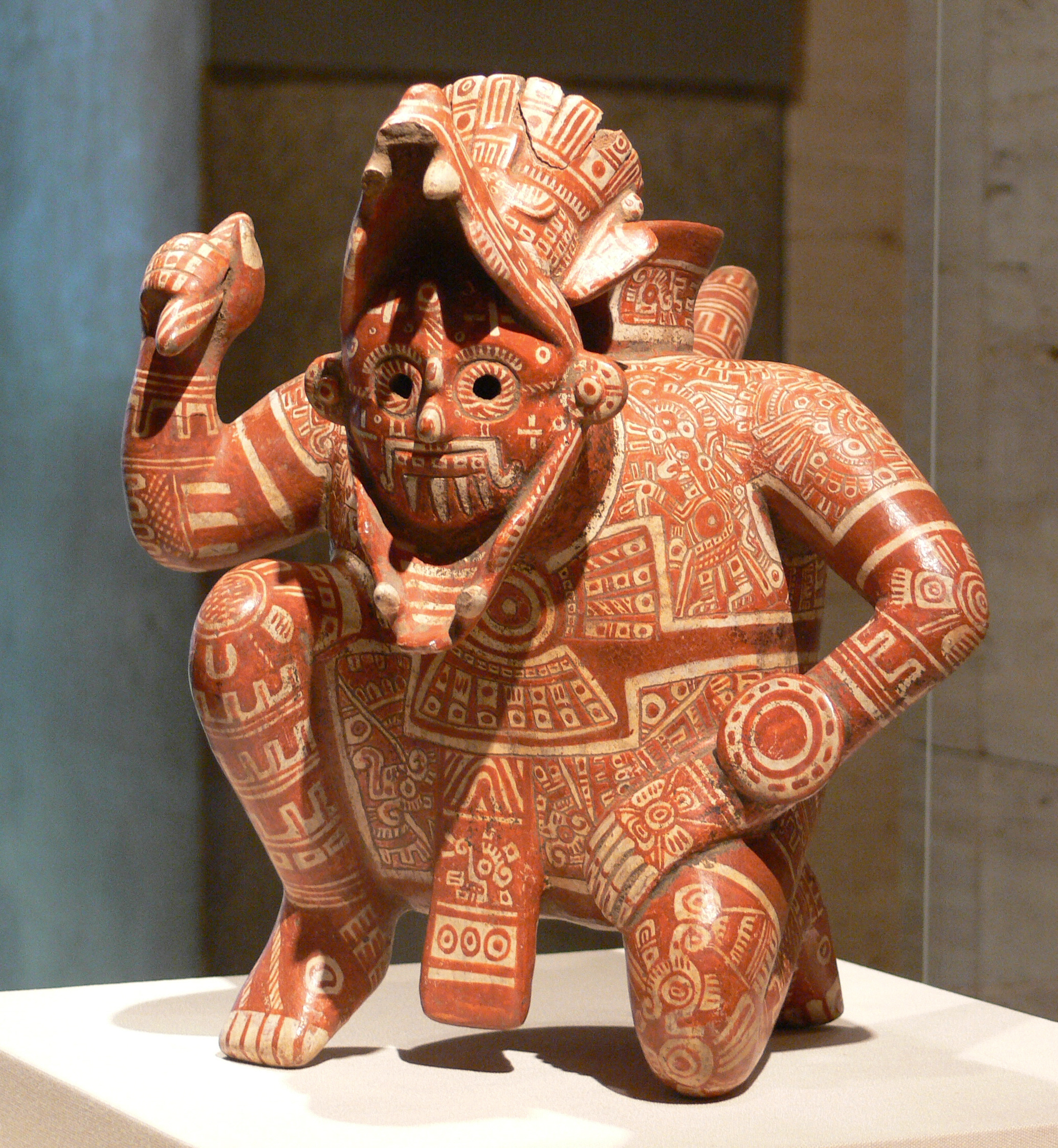
Cerámica policromada del Dios de la lluvia; 1100–1400; 24.7 x 21.0 x 28.5 cm. Museo de Arte de Fort Worth, Texas.
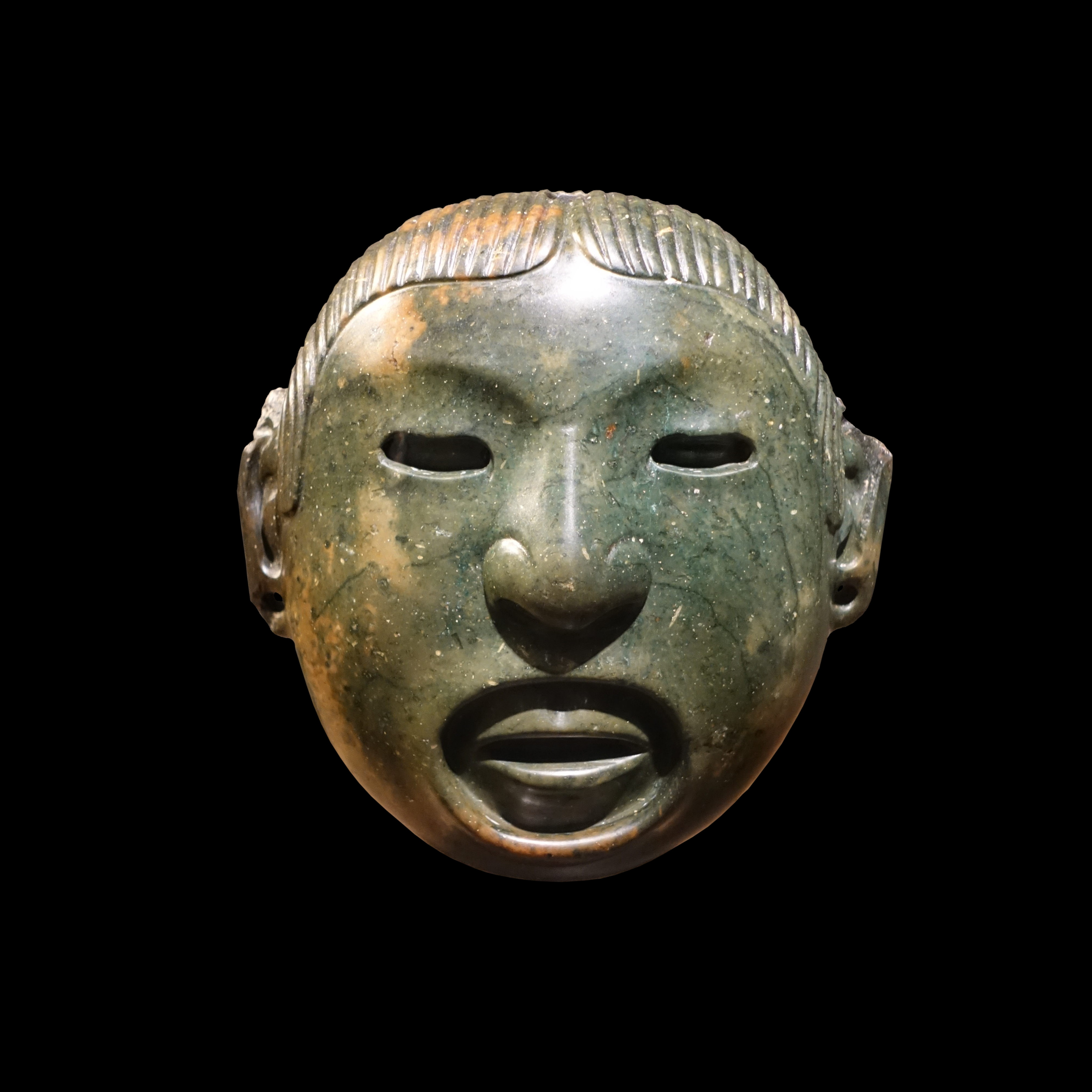
Máscara de Xipe Totec. Entre 1325 y 1521 d. C. 10.2 x 9,8 cm x 5.2 cm. Museo del Louvre.

#### Mexicas

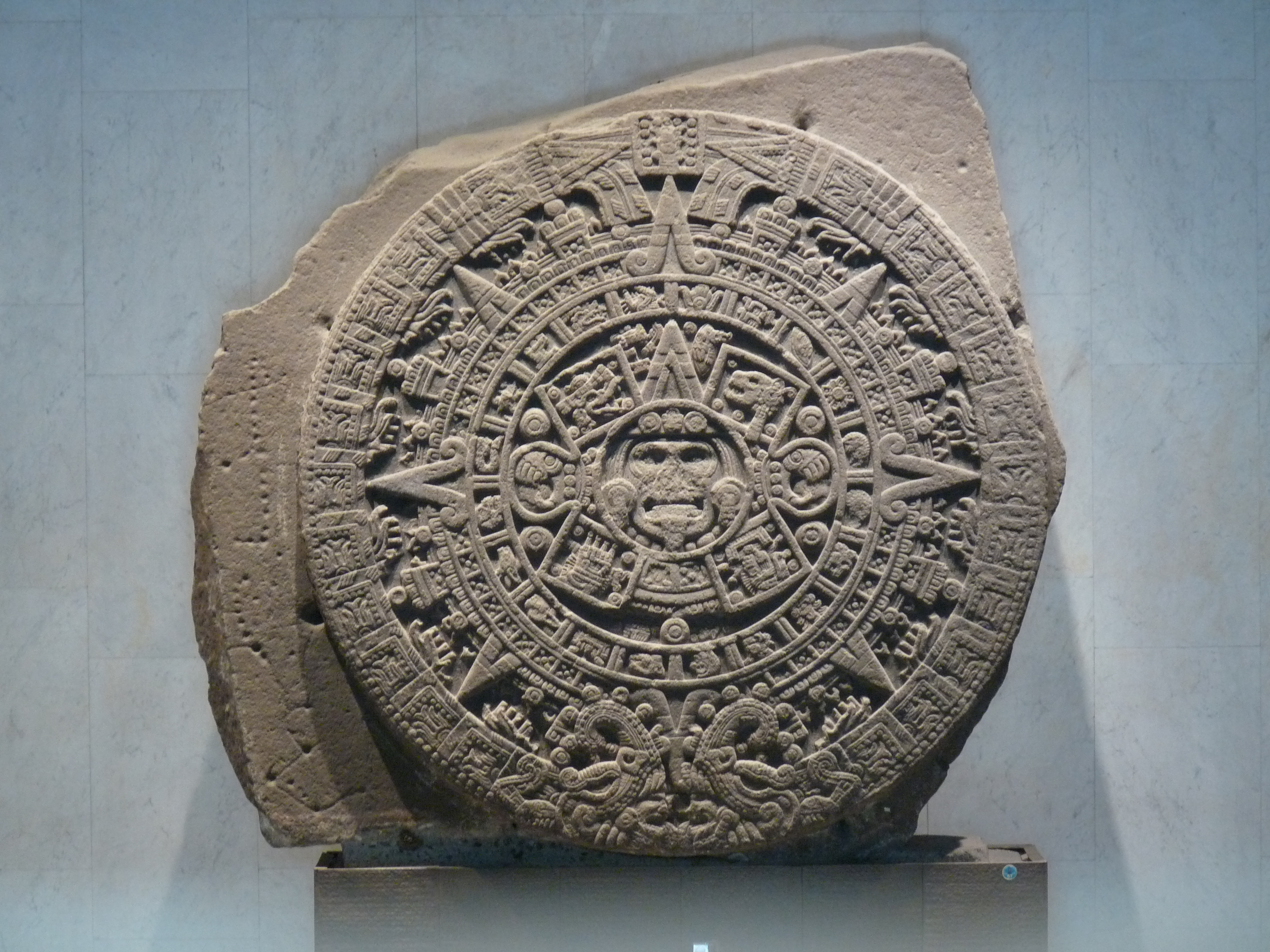
Piedra del Sol, Museo de Antropología de la Ciudad de México.

El arte mexica destaca por la monumentalidad de sus obras escultóricas en piedra, que sobresalen por su dramatismo y original belleza. La Piedra del Sol, el Monolito de Tlaltecuhtli, el Monolito de Coyolxauhqui y la escultura de la diosa Coatlicue se consideran obras maestras de la escultura mexica.
La arquitectura mexica religiosa se desarrolló siguiendo las pautas de la tradición mesoamericana, aportando como innovación la construcción de templos gemelos con doble escalinata, como representación de la naturaleza dual de los dioses mexicas. Destaca el Templo Mayor, ubicado en México-Tenochtitlan, que ocupaba un área de 100 x 80 m y alcanzaba una altura de 40 m. Estaba dedicado a Huitzilopochtli y Tláloc, dioses tutelares de los tenochcas. Otra construcción muy característica de los mexicas fue el tzompantli, estructura donde se acumulaban los cráneos de los sacrificados.
El arte plumario, elaborado por los amantecas, fue una de las expresiones artísticas más representativas y dedicadas de los aztecas. Confeccionaban ornamentos a base de oro, piedras preciosas y plumas diversas, sobre todo de quetzal. Estas prendas se utilizaban para ataviar las esculturas de los dioses, realizar ofrendas o como insignias militares. Las piezas más destacadas de esta plumería formaban parte del tesoro del huey tlatoani.
La pictografía mexica era elaborada por los tlacuilo, que eran artistas que se encargaban de ilustrar los códices, los murales y las esculturas mexicas. Los códices mexicas se elaboraban en cortezas de amate y se pintaban utilizando diversos tintes.

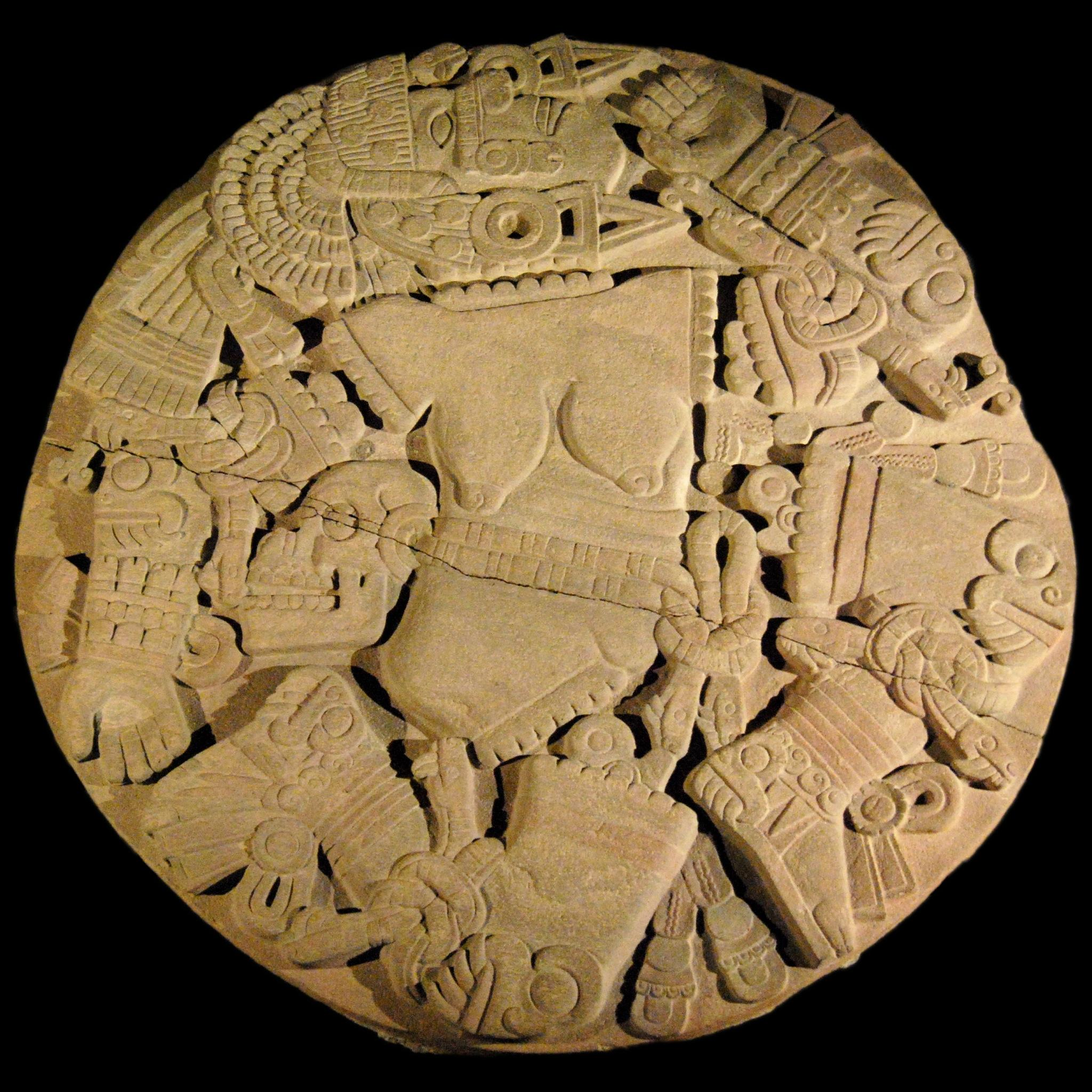
Monolito de Coyolxauhqui. Museo del Templo Mayor.
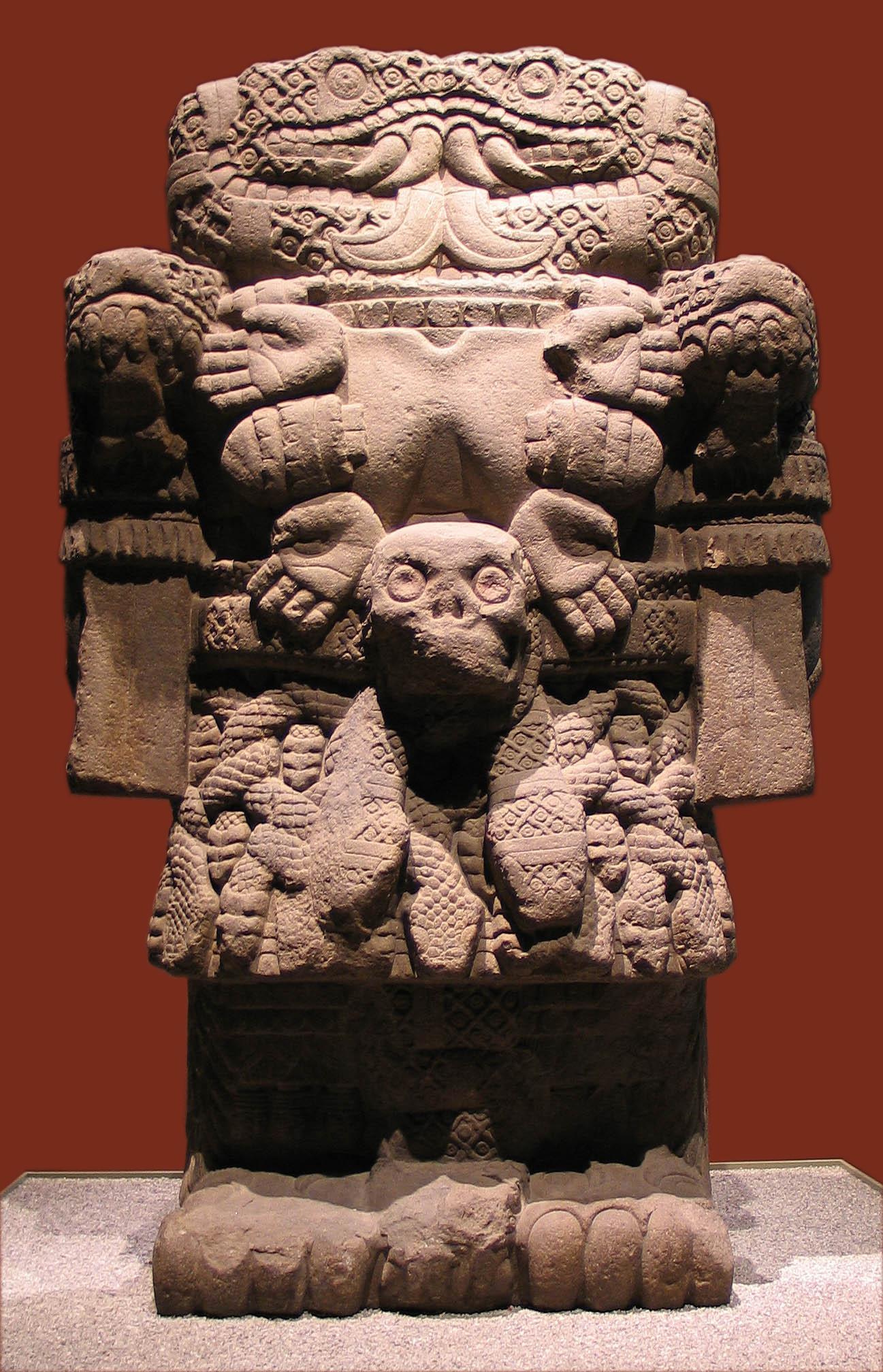
Monolito de Coatlicue. Museo Nacional de Antropología (México).
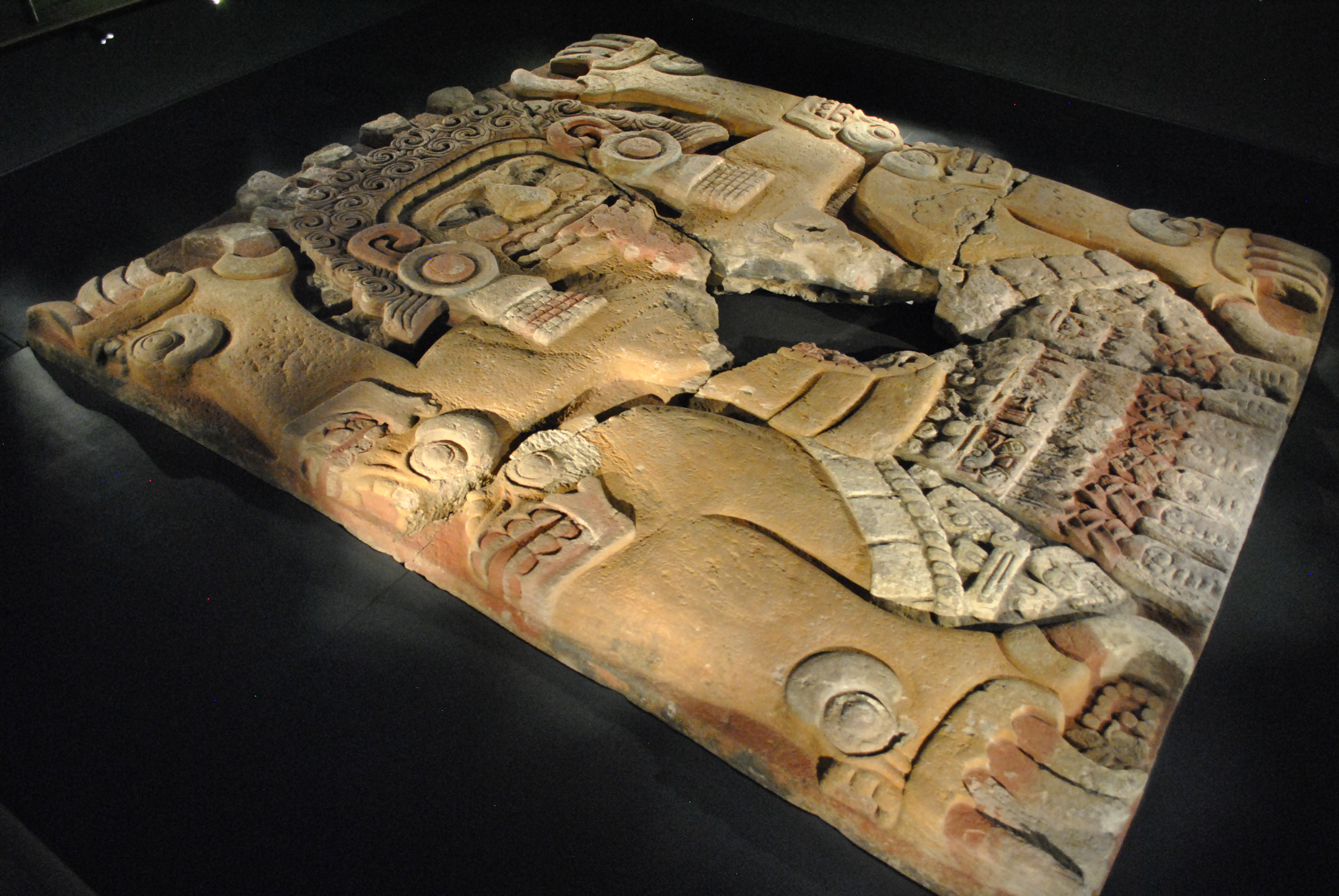
Monolito de Tlaltecuhtli. Museo del Templo Mayor.
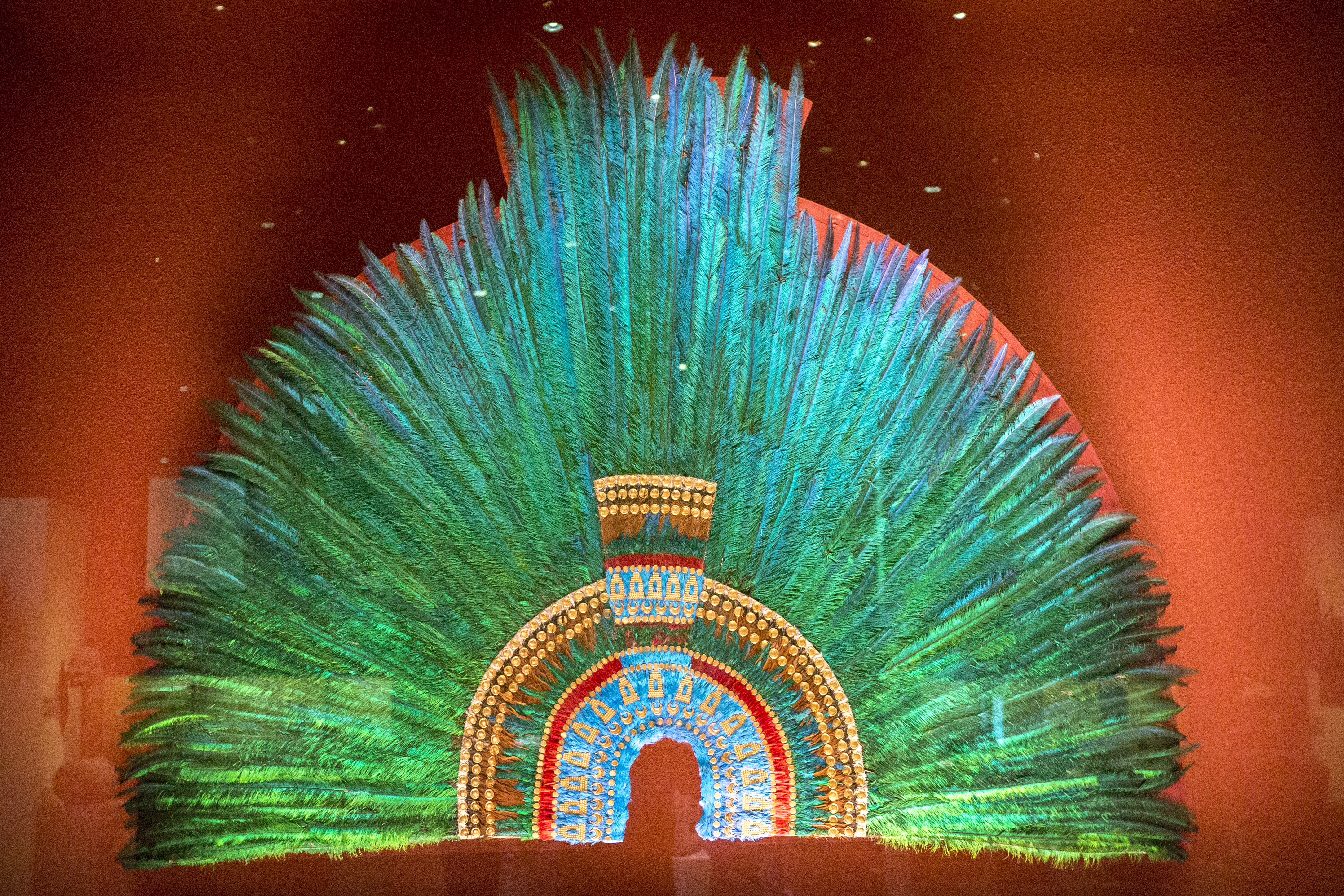
Copia del Penacho de Moctezuma, obra de arte plumario mexica.
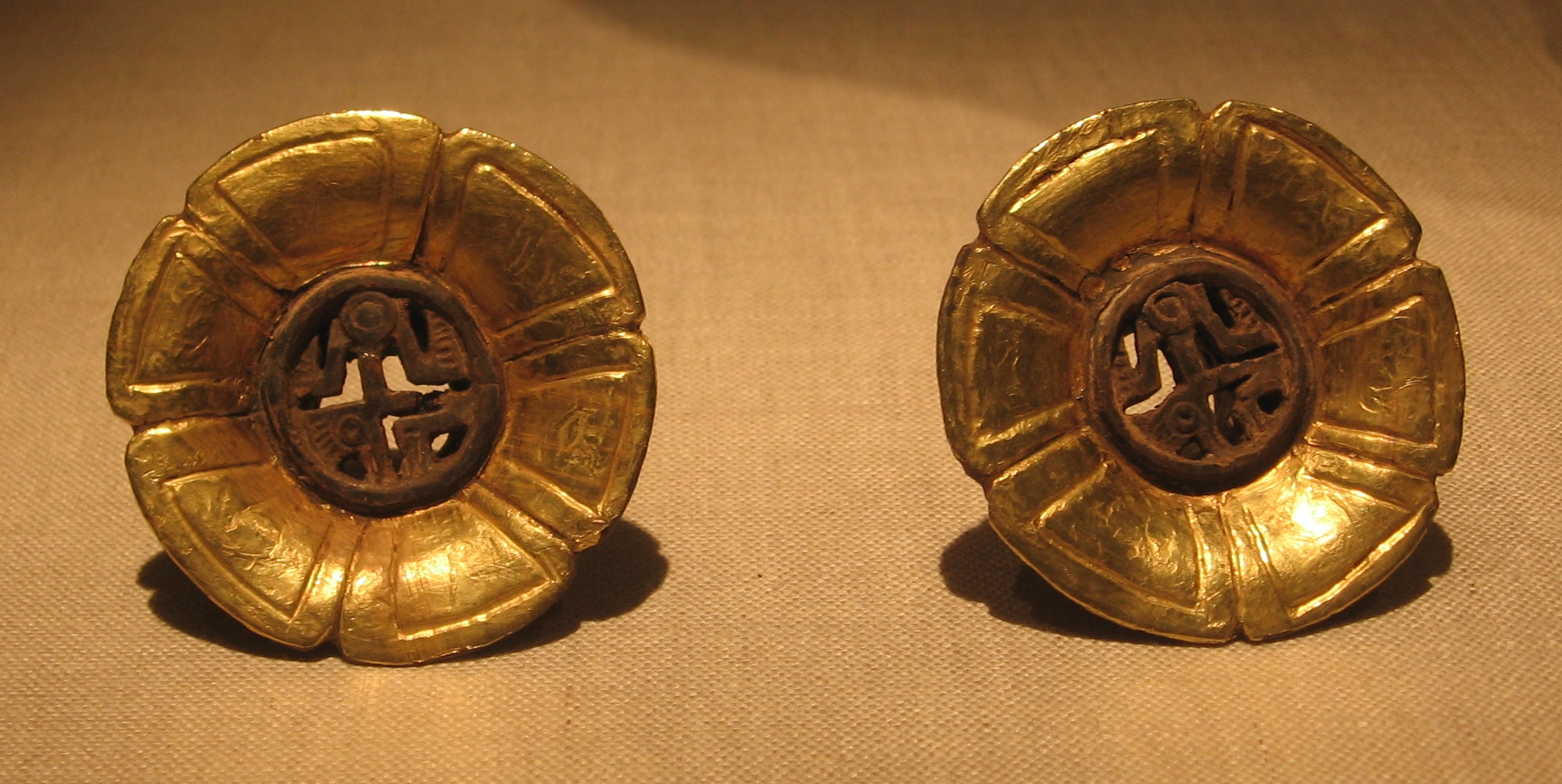
Objetos de oro aztecas. Instituto de Arte de Chicago.

### Panamá y Sudamérica

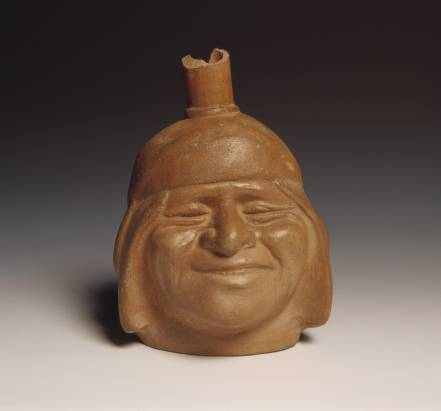
Varón sonriendo. Cerámica escultórica de la cultura moche.

En Colombia, cuya región montañosa es llamada para la América precolombina Región Intermedia, destaca el trabajo en oro y cobre de las culturas Quimbaya, Manabí, San Agustín, Esmeraldas, Chibcha, Calima y Tairona. Este tipo de elementos se elaboraban mediante el procedimiento artesanal de la cera perdida, así como la fabricación de finísimas láminas decoradas con motivos de alambre o cintas, y figuras antropomorfas muy estilizadas en estos metales. También tejían telas de algodón y trabajaban la cerámica realizando las mismas figuras antropomorfas estilizadas que hoy en día es posible apreciar en museos de Colombia y de todo el mundo. Estas obras son bellísimas expresiones de las artes en orfebrería (e incluso de "tumbaga") que han sobrevivido a ser fundidas por los conquistadores y posteriores "huaqueros" aún se pueden admirar en el Museo del Oro de Colombia
Los indios gunas de Panamá son famosos desde antes de la conquista hasta hoy por su excelente técnica textil. La expresión más importante de lo anterior son las molas, tradición que tiene sus inicios en la pintura del cuerpo (tatuajes), que luego fue transferida a la tela. Las molas representan el pensamiento cosmogónico, una visión gráfica del mundo lleno de colorido y pleno del significado antropomorfo y zoomorfo. Las llamativas y coloridas figuras geométricas pintan escenas mitológicas, la creación del mundo, flora y fauna de la región que habitan los "indios" Kuna, también en Panamá se aprecia una cultura emparentada con la chibcha: la Cocle elaboradora de excelente metalurgia.
En Ecuador, la cultura de la isla de La Tolita, ubicada en el océano Pacífico y datada entre el 600 y el 100 a. C., produjo piezas de oro, cobre y platino únicas en cuanto a sus dimensiones, ya que son notablemente pequeñas. Narigueras en forma de aro, orejeras en forma de carrete, clavos nasales, figuras antropomorfas y bezotes formados con numerosas bolitas que dan la idea de una flor, pendientes de filigrana y anillos con piedras. También eran famosos comerciantes de su arte, y sus obras fueron apreciadas en todo el continente americano. Se han encontrado piezas de esta cultura en regiones muy distantes a Ecuador.
En el Perú encontramos a civilizaciones como las de Caral (una de las primeras civilizaciones del mundo), Casma, chavín, Moche/Mochica, Paracas, Nazca, Chan Chan, Etén, por su parte, tardíamente los quechua siendo sus soberanos la "casta" de los incas lograron una civilización sintética de las culturas de la Costa y de las montañas así como del Norte (zona ecuatorial) y del Sur (por ejemplo, del horizonte Tiwanaku). Entre las expresiones artísticas más impresionantes del pueblo quechua se hallan los templos, los palacios, las obras públicas ("tambos", "collcas", pucaras, caminos, puentes, acueductos) y las ciudades-fortalezas estratégicamente emplazadas, como Machu Picchu. Estas obras fueron edificados con un mínimo de equipamiento de ingeniería. Las técnicas ya mencionadas dieron lugar a enormes edificios de mampostería encajada cuidadosamente sin argamasa, como el Templo del Sol (Coricancha) en Cuzco, Otros logros destacables incluyen la construcción de puentes colgantes a base de sogas (algunos de casi cien metros de longitud), de canales para regadío y de acueductos. El bronce se usó ampliamente para herramientas y ornamentos. También destacan su técnica textil que todavía en la actualidad es posible ver en el Perú actual.
En toda América también destaca el arte plumario como importante forma de expresión de todos los pueblos amerindios.

### Argentina

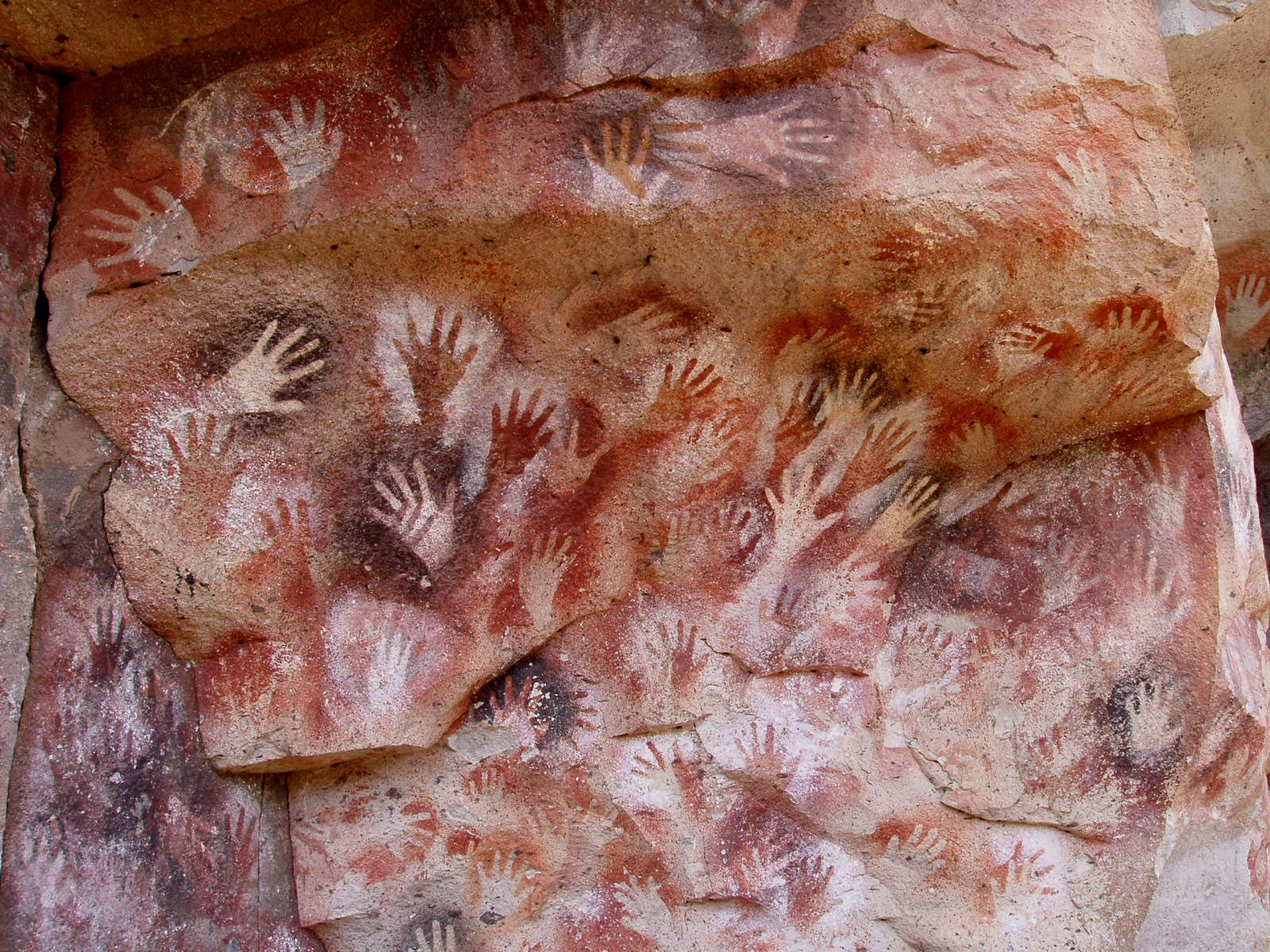
Cueva de las Manos en la Patagonia Argentina

Aunque carente de las espectacularidades arquitectónicas que se evidencian en Mesoamérica y en la región andina central (Altiplano boliviano, costas y Andes peruanos, costas y Andes ecuatorianos) o incluso en la Región Intermedia (zonas montanas de Colombia, Venezuela y Panamá), el conjunto de las artes prehispánicas en el territorio que actualmente corresponde a Argentina es siempre interesante aunque difícil de encuadrar.
Y la dificultad de encuadrar las artes precolombinas en el territorio argentino obedece precisamente (como primer factor) a la extensión de tal territorio (en América casi 3 000 000 de km²), con una extraordinaria variedad ecológica, extraordinaria variedad que forzosamente se trasunta en las expresiones culturales, en especial en las estéticas.
Más aún, la extensión territorial hizo que diversas corrientes culturales se dieran paralelamente (y muchas veces estuvieran interrelacionadas), o bien que dichas corrientes se dieran diacrónicamente.
En todo caso, un modo de sistematizar (aunque con forzosas esquematizaciones) a las áreas artísticas prehispánicas de este país es el señalar a la región del NOA como el área con más fuertes influjos andinos, a la del NEA como el área con más fuertes influjos amazónicos, por su parte la región central (provincia de Córdoba y este sur de Santiago del Estero, así como la provincia de San Luis) presentan, como todo el Cuyo las evidencias de influjos andinos aunque fuertemente diluidos, casi evanescentes hasta el punto que aparecen estilos singulares. En todo caso se debe considerar en todas estas áreas la existencia ya hacia el siglo X de culturas basadas en la agricultura lo cual determinó incipiencias de civilización y el desarrollo de pequeños núcleos urbanos. La existencia de una agricultura e incluso una ganadería (de auquénidos) sería también un factor determinante en la expresión artística de dichas zonas. Por otra parte, la mayor parte del territorio, que siempre hasta la irrupción ibérica en el siglo XV estuvo difusamente poblado por etnias trashumantes que practicaban un modo de producción cazador recolector (las etnias con menor desarrollo tecnológico que habitaban las regiones del Gran Chaco, la región Pampeana, la Mesopotamia Argentina, la Patagonia y la Región Fueguina) han dejado cuantitativamente menos reliquias. No obstante, llegan a tener momentos y puntos en los cuales se destacan culturalmente, ejemplo de ello es la Cueva de las Manos.
En todo caso, sea donde sea, las artes precolombinas que se desarrollaron en el territorio argentino prácticamente son inseparables de la religión o de los sistemas de creencias de los pueblos que las produjeron. La relación entre el arte y lo sacro se patentiza por doquier.
Ejemplo de ello es precisamente la célebre Cueva de las Manos ubicada en el centro-oeste de la provincia de Santa Cruz, tal cueva es un "alero" exornado por gran cantidad de pinturas rupestres entre las que más llaman la atención las miríadas de huellas en "negativo" de manos logradas generalmente mediante una antigua aerografía y un esgrafiado. Esta cueva, como otras próximas menos conocidas (entre estas un conjunto denominado "Cuevas de Altamira" que no debe confundirse con el homónimo de España), es una de las expresiones artísticas perdurables más antiguas de América. Los fechados más antiguos se remontan a alrededor de 13 000 años antes del presente (a. P.) aunque los motivos representados más característicos surgen hace nada menos que hacia el 9350 a. P. Se supone que el pueblo que produjo tal arte es el directo antecedente de los ahoniken ("patagones" o "tehuelches" en todo caso, sea cual sea el nombre que se les da, ellos se han llamado tsonk, siendo los ahoniken los que habitaban aproximadamente al sur del paralelo 42°S hasta el Estrecho de Magallanes).
En tal dilatado período resulta casi obvio que se produjeran modificaciones estilísticas: si las pinturas parietales de manos datan de hace más de 5000 años luego, paulatinamente, van apareciendo estilizadas figuraciones: las que representan la caza muy ritualizada del guanaco y del choique. ¿Qué han expresado los artistas en estas cuevas? En primer lugar, la impresión de las manos en la roca parece (como se encuentra en otras partes de nuestro planeta) el intento de buscar dejar algo de sí que se mantenga perenne, un rito mágico de inmortalización, aunque esto no excluye otra intención: la de buscar la unión mística con la tierra y, por tal unión, la providencia aportada desde la Tierra. En cuanto a las escenas de caza (en las cuales los guanacos aparecen estilizadamente dibujados) parecen haber sido parte de rituales de magia simpática para obtener una constante fuente de proteínas (téngase en cuenta que entre los aborígenes americanos el acto de la caza generalmente ha sido planteado como un acto sacrificial en el cual el animal es una suerte de "hermano" que ofrece su vida para el sustento humano, de modo que la representación de los animales suele implicar un respeto hacia ellos).
Pero entre las etnias trashumantes los elementos de soporte para las artes han sido lábiles: se encuentran pocos rastros de la Antigüedad sino es cuando el arte es parietal, rupestre: en este caso el sólido soporte de la piedra nos ha dejado sus hermosos (muy sublimados) testimonios. Podemos suponer que muchas de las otras expresiones artísticas de estas etnias pampidas perduraban como tradiciones vivas hasta inicios del siglo XX, por ejemplo los "quillangos" y "quillapys" (mantos de cueros y pieles) que muchas veces solían estar "estampados" con "grecas", "estrellas", "espirales", "cruces" en su parte interna, nuevamente aquí la "dimensión" de lo sacro: estos motivos, lo mismo que los adornos corporales solían ser símbolos investidos de alguna significación mística, es decir, algo más que lo decorativo como fin en sí mismo. Y lo mismo puede decirse de los "tatuajes" y las diversas formas de «arte corporal», tales como la pintura corporal que señalaba el hain o ritual de la iniciación, de ingreso a la adultez entre los shelknam ("onas") en el centro y norte de la isla de Tierra del Fuego.
Al oeste del área cultural pampeana y al sur del área cultural netamente andina se desarrollaron y desarrollan las artes de los mapuche, que –parte de su propia creatividad– reflejan aún influjos procedentes del norte (andinos) e influjos procedentes del sur y del este (pampeanos), del este se ha dado también un influjo huárpido pero aún hoy es difícil distinguirle taxativamente de los influjos culturales (y artísticos) andinos y pampeanos. Entre los mapuches se ha desarrollado una interesante cerámica, una muy interesante industria-arte textil (aquí también quillangos, y ponchos, vinchas, fajas, matras) de una variada policromía armoniosamente dispuesta en los motivos tejidos o bordados, también han logrado cierta caracterización los mapuches por su arte lítica (por ejemplo, hachas rituales como las toki) o por la metalurgia, en especial la sobria aunque atractiva platería que suele adornar a las mujeres.
Los huarpe (probablemente directos herederos de la antiquísima cultura de Ansilta que sorprendentemente se extendió entre el 1800 a. C. y el 500 d. C.) desde el 500 d. C. presentan más influjos procedentes de la Región Andina Central y han llegado a llamar la atención por su cestería de trama muy fina, hasta el punto de lograr cestas impermeables con las cuales se trasportaba el agua, nuevamente cabe resaltar: hasta el arte precolombino aparentemente más pragmático, más utilitario, siempre ha sido relacionado con lo sagrado... las cestas huarpes tenían su cierta sacralidad en cuanto que eran portadoras del agua, es decir de –nada menos– la vida en extensas travesías a menudo áridas. Otro rasgo cultural llamativo de los huarpes que puede incluirse a medio camino entre la industria y el arte (poco separables en estas culturas) ha sido la construcción de embarcaciones usando una técnica de cestería muy semejante a los caballitos de totora en las Lagunas de Guanacache, también son atribuibles a los huárpidos algunas de las curiosas pictografías que se encuentran en las paredes rocosas de Talampaya.
En las Sierras de Córdoba y de San Luis se desarrolló una curiosa cultura (de las llamadas por los evolucionistas etnocéntricos: civilizadas): la de los henia-kamiare (luego "bautizada" comechingón), se trataba de una población con importantes linajes huárpidos aunque bastante diferenciada de los huarpe propiamente dichos, los comechingones quizás tengan sus remotos antecedentes en la cultura Ayampitín de hace más de 7000 a. P., sin embargo de fecha tan remota apenas quedan (como en toda América y todo el planeta) apenas rudimentarios vestigios, una industria-arte principalmente lítica rudimentaria aunque en su sencillez, interesante –en gran medida, siguiendo los criterios de Benjamin por lo aurático que posee: por esa "aura" sugestiva que la antigüedad y lo enigmático aportan al objeto– aunque recién hacia el siglo V de la era común comienza a desplegarse, claro, un arte "comechingón", este arte revela influjos procedentes de los Andes Centrales a través de la etapa del Noroeste Argentino. Por los relatos de los cronistas y por los estudios arqueológicos se sabe que el pueblo "comechingón" desarrolló su característica arquitectura de casas comunales semisubterráneas de paredes de piedra, también se sabe que eran muy dados a los adornos (presumiblemente incluyendo un elemento religioso y otro fetichista: las mujeres se adornaban con collares multicolores de metal, piedras semipreciosas y, especialmente, conchas de caracoles; los hombres se adornaban principalmente con chaquiras de plata o cobre en formas alargadas, también (como muchas otras etnias) era frecuente la pintura (ritual) del cuerpo. Sin embargo, hasta el presente, lo que más llama la atención del arte "comechingón" son sus glifos y pictografías, tales como las que se encuentran en Cerro Colorado y Ongamira (Córdoba), Para Yacu (en la zona de Santiago del Estero fronteriza con Córdoba) o las que se encuentran en la cueva de Inti Huasi en el centro norte de San Luis (el nombre quechua de la cueva sanluiseña es posterior a la Conquista española, del periodo de dominación hispánica en el cual dentro de las jurisdicciones del Tucumán y el Cuyo fue lengua general el quechua). En estas cuevas, usadas con fines religiosos – al parecer "mistéricos" – se encuentra un singular arte rupestre, bastante diferente del ya observado en la Cueva de las Manos, en las cuevas de los "comechingones" lo que predomina es la abstracción, con abundantes grafos y símbolos de los cuales actualmente solo se puede hipotetizar su significado, algunas pictografías son algo menos abstractas y presentan a siluetas de individuos portando lo que parecen tocados de plumas e incluso de cuerno o algo semejante, tales pinturas parecen representar a los chamanes, sin embargo más llaman la atención los grafos y glifos que recuerdan a letras y, más precisamente, a runas; tal semejanza, así como la representación de naves y hombres a caballo ha dado lugar a hipótesis aventuradas tales como la de suponerles un origen vikingo, la representación de hombres a caballos sin embargo es (según las dataciones) precisamente la de los conquistadores españoles, es decir, muchas de estas pinturas están representando precisamente el fin del llamado arte "precolombino", arte que luego se continuará en una nueva síntesis.
Del arte "comechingón" "precolombino" también corresponde señalar las estatuillas de cerámica y piedra que representan a sujetos de los dos sexos, estatuillas que parecen haber estado relacionadas con un culto a la fertilidad: se destacan las nalgas y los senos de las mujeres y los genitales de los varones, son estatuillas de elaboración adusta y, en cierto modo "expresionistas" como las que se han encontrado en los yacimientos del dique Los Molinos.
Las condiciones edafológicas y climáticas de las regiones pampeana, chaqueña y, sobre todo, mesopotámica así como el tipo de culturas que prehispánicamente se dieron en tales regiones (pueblos cazadores recolectores y/o horticultores itinerantes) así como el posterior disturbiado de los suelos (especialmente en el siglo XX) han hecho que nos llegaran pocas reliquias y de ellas, debido a la alteración sufrida por los yacimientos, una difícil ubicación temporal o que suela ser difícil relacionar los hallazgos con tal o cual etnia; en la región pampeana se encuentran vestigios datados en aproximadamente 9000 años a. C., tales vestigios son puntas de flechas y las características piedras redondeadas para confeccionar "bolas perdidas" y luego boleadoras, desde un cierto punto de vista tales elementos pueden no ser considerados arte sino "simples" artefactos utilitarios, sin embargo en el ámbito del territorio que actualmente es Argentina y pensando en términos de esas épocas, siempre conviene considerar el casi indisociable nexo objeto utilitario-arte e, incluso, religión. En el extremo noreste de la región mesopotámica se encuentran hachas líticas circulares que parecen haber tenido precisamente esa triple función.
A lo largo de los grandes ríos se encuentran ocasionalmente enterramientos con grandes urnas o restos de canoas monóxilas, pero las cerámicas de menores dimensiones, los objetos de hueso, madera, los textiles y las cesterías antiguos resultan casi inhallables precisamente por las condiciones deteriorantes que sufrieron. Sin embargo, puede darnos alguna idea de las artes precolombinas las artes (vulgarmente catalogadas como "artesanías) "menores" que aún realizan los descendientes de etnias como la wichí o la qom'lek ("toba"): los wichis se destacan por sus tallas en maderas muy duras (quebracho, palo santo) y el tejido de atractivas alforjas "chuspas" sobre la base de la fibra del chaguar; las tallas en madera dura son frecuentemente representaciones de animales, tales representaciones conllevan fuertes estilizaciones en las cuales predominan los volúmenes facetados; en cuanto a los qom'lek también suelen representar en pequeñas esculturas (valga la palabra escultura aquí, pese a que se trata técnicamente de cerámica) los animales autóctonos (y posteriormente los alóctonos) aunque predomina la cerámica horneada (no al punto de terracota) de matices castaño claros luego pintada con pigmentos marrones, blancos, rojizos y negros.
En el área de transición entre el Gran Chaco y las cordilleras preandinas y andinas se nota también el antiguo contacto cultural (muchas veces violento) entre etnias pampeanas, amazónicas y andinas; en el interfluvio de los ríos Dulce y Salado del Norte aunque no existen huellas de ninguna ciudad prehispánica edificada con rocas u otros elementos perdurables si se encuentran bastantes cerámicas que revelan el fuerte influjo procedente de las culturas del NOA (en ocasiones es difícil distinguir si se trata de cerámicas precolombinas moldeadas in situ o si se trata de cerámicas obtenidas del NOA a través de las antiguas rutas comerciales), al pie de la yunga, especialmente en el chaco salteño, se encuentran interesantes máscaras labradas en palma que representan a diversos grandes animales (yaguares, pecaríes, tapires etc.), tales máscaras evocaban a los "espíritus" de los animales y eran utilizadas ceremonialmente, su talla suele ser sencilla, limpia: con pocos rasgos se puede identificar fácilmente al ser representado. En esa misma zona, y especialmente por parte de los chorotís y de la parcialidad arawak de los chané se destacan los "sapos" que, por magia simpática, sirven para impetrar o atraer a la lluvia durante las prolongadas sequías: los sapos chorotis suelen ser de barro cocido con una mezcla de polvo de hueso lo que le da un matiz (casi una "pátina") singular: de volúmenes curvos tal "pátina" resalta las curvaturas al suavizar ópticamente toda posible rectilinealidad. Por su parte, los "sapos invocantes" de los chané llegan a sorprender por lo logrado con la sencillez de sus formas (muchas veces una especie de óvalo "parado" y algo aplastado que tiene una gran abertura arriba, la de la boca, y unas cintas añadidas de cerámica fungiendo como leves patas).

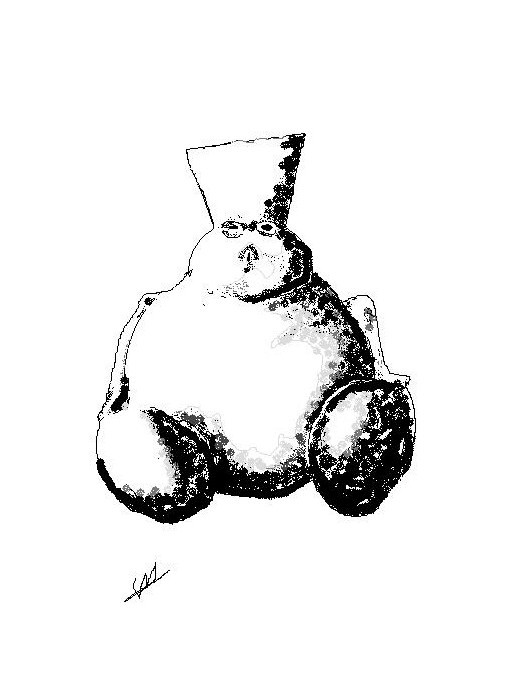
Pequeña vasija antropomorfa en cerámica de la Cultura "Condorhuasi".

#### Noroeste argentino
En el NOA se encuentra una región que reúne características fisiográficas semejantes a las de los Andes Centrales, la semejanza fisiográfica y, especialmente, los factores ecológicos hicieron que en esta zona se pudieran desarrollar poblaciones sedentarias, fijadas a la «madre tierra» por la agricultura intensiva de la papa, el maíz, los porotos, la quinoa etc. En el transcurso de los siglos las antiguas aldeas llegaron a consolidarse como pequeñas ciudades realizadas en una arquitectura de sillería en piedra.
Aunque se mantienen polémicas en cuanto a las denominaciones y periodizaciones, aquí se recurrirá a las más frecuentes.
Ordinariamente se habla de un «período temprano» que se extiende desde el 500 a. C. al 650 d. C., un «período intermedio» o «medio» (650-850) y un «período tardío» (del 850 aproximadamente al 1480).
En todos estos casos nos encontramos con artes que corresponden a culturas agroalfareras que encuadran dentro del término (muchas veces impreciso) de civilización, en efecto, es en el NOA que, ya antes del siglo I arqueológicamente se observan incontestables rasgos de civilización en el sentido más estricto: aparecen poblaciones estables en puntos (nodos) en los cuales se controla económicamente el riego, la agricultura y, con ellos, la circulación macrorregional de bienes entre los cuales se encuentran los alimentos y la información.
Las culturas agroalfareras del NOA llegaron a desarrollar un interesante urbanismo (Tastil, Tilcara, Shincal, Chicoana, Batungasta, Titiconte, La Ciudacita etc.) acompañado de esculturas líticas y coroplastia (cerámica netamente artística), metalurgia en oro, plata, cobre y bronce; así como interesantes obras textiles y de cestería.

En el actual territorio de la provincia de Santiago del Estero se desarrolló una cultura (civilización santiagueña) que aunque estableció grandes centros habitados, no llegó a la monumentalidad ya que de hecho, su arquitectura se basó en materiales perecederos (paja o hierba seca y, menormente, en adobe), la civilización santiagueña refleja casi inmediatamente los influjos andinos seguidos de los amazónicos aunque su substrato demográfico se hubiera dado en una población predominantemente pampeana.

En el NEA (Noreste Argentino) la cultura con sus artes se basa en un primer estadio cazador-recolector (semejante entonces al de la Pampasia y la Patagonia) hasta que hacia el siglo XIV en las orillas de los grandes ríos (Paraná, Paraguay, Uruguay) y sus principales afluentes, en costas elevadas y sobre suelos altamente productivos, se establecieron grandes aldeas prácticamente permanentes (principalmente pobladas con linajes avá), aldeas basadas en la agricultura de mandioca (o yuca) y en un segundo término en la obtención de proteínas merced a la proficua pesca y, en grado menor, caza e incipiente «ganadería» (avicultura).